# Biserica unitariană din Călușeri
Biserica unitariană din Călușeri este un monument istoric aflat pe teritoriul satului Călușeri, comuna Ernei. În Repertoriul Arheologic Național, monumentul apare cu codul 116670.03.

## Localitatea
Călușeri (în maghiară Székelykál) este un sat în comuna Ernei din județul Mureș, Transilvania, România. Prima atestare documentară este din anul 1332, sub numele de Kaál.

## Biserica
Biserica medievală se afla pe un deal numit Kripta (Cripta), unde locul criptei de sub fosta biserică este încă bine conturat și astăzi. Singurul monument păstrat în cripta sa este o piatră de mormânt, cu o inscripție interesantă, din 1647. Biserica unitariană a fost construită în 1752 înlocuind biserica medievală care era în ruine.  Biserica a fost construită prin donația lui István Berzeczey și a soției sale, Ilona Kun.

## Imagini din exterior

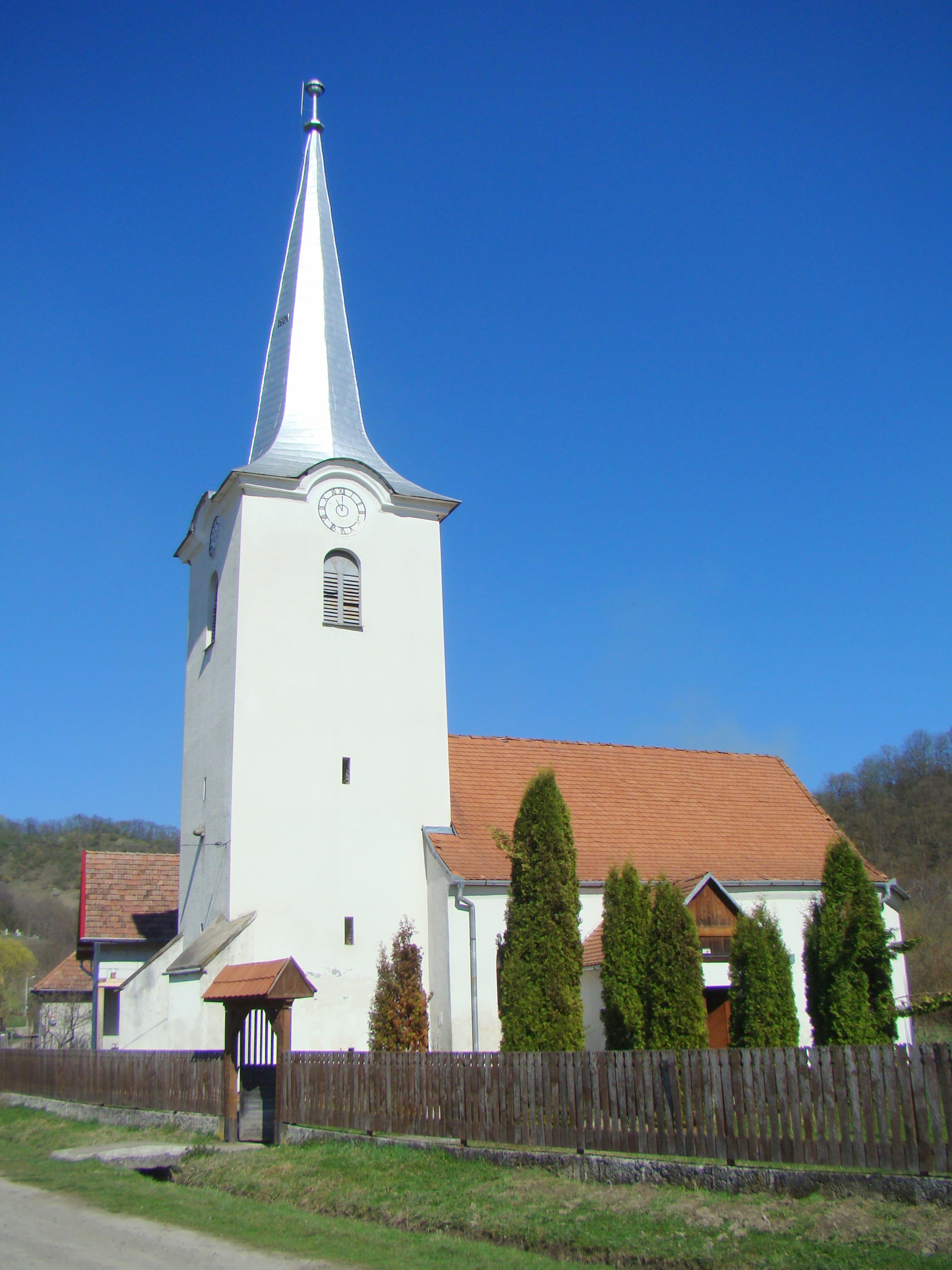
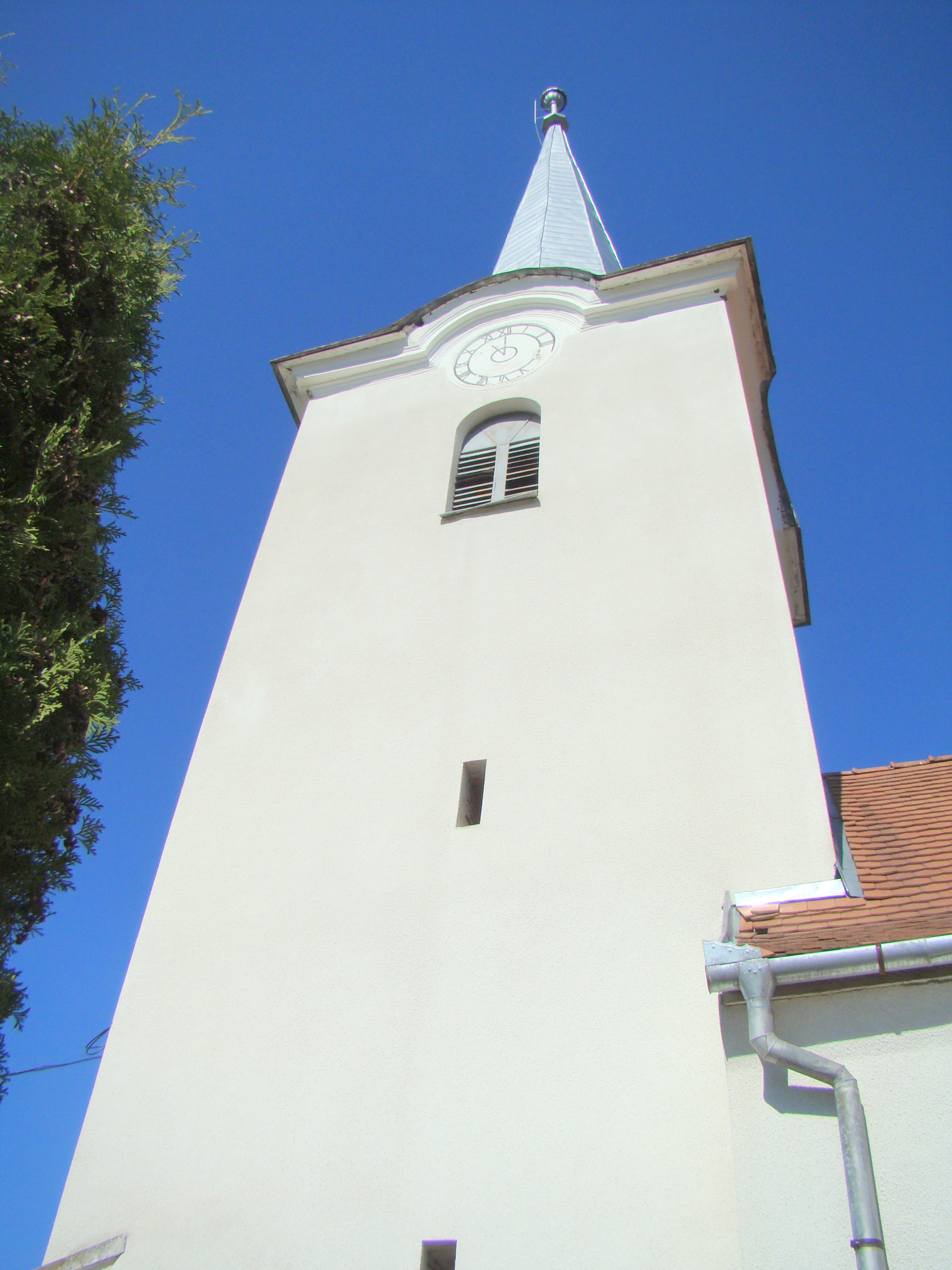
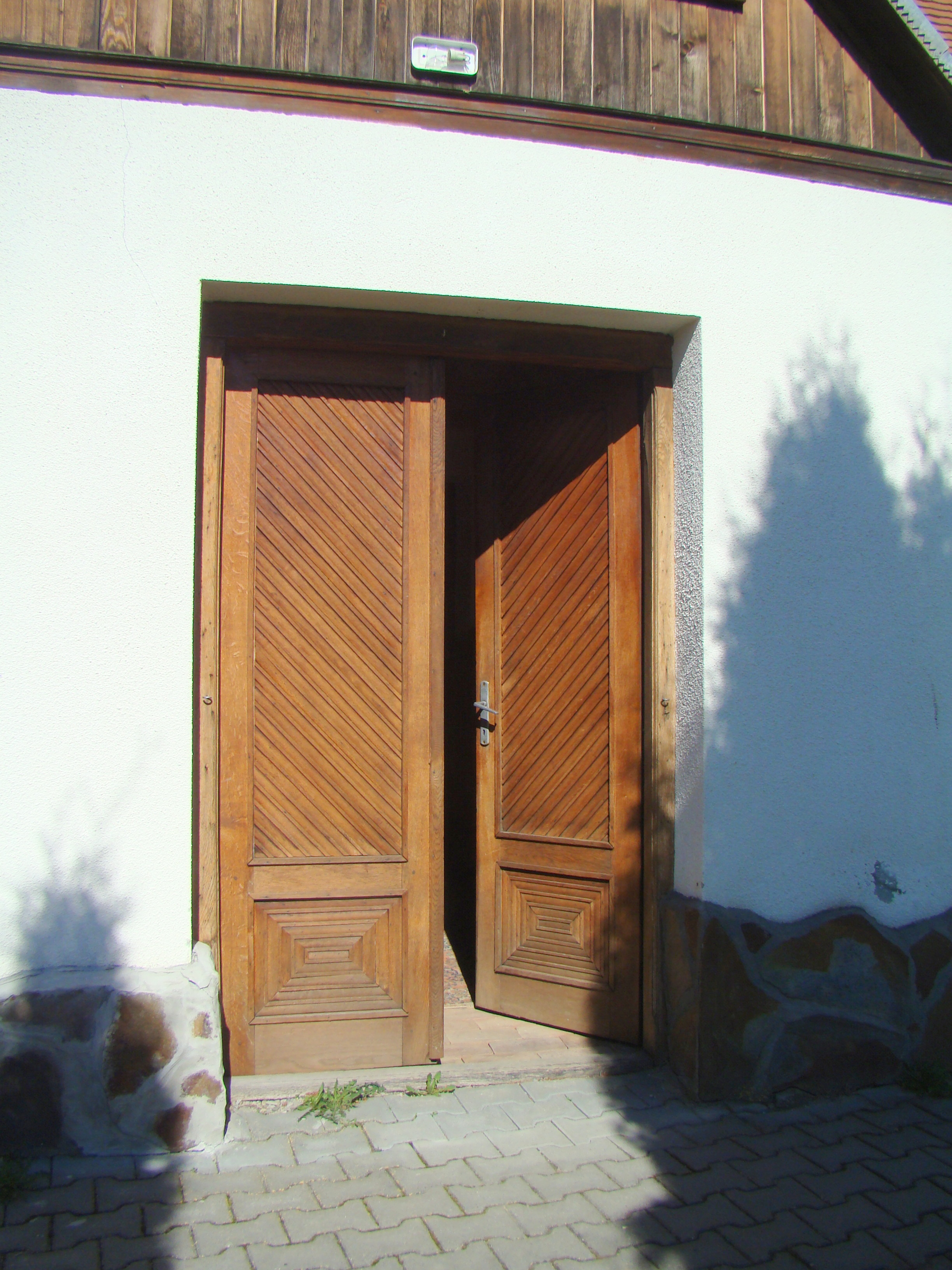
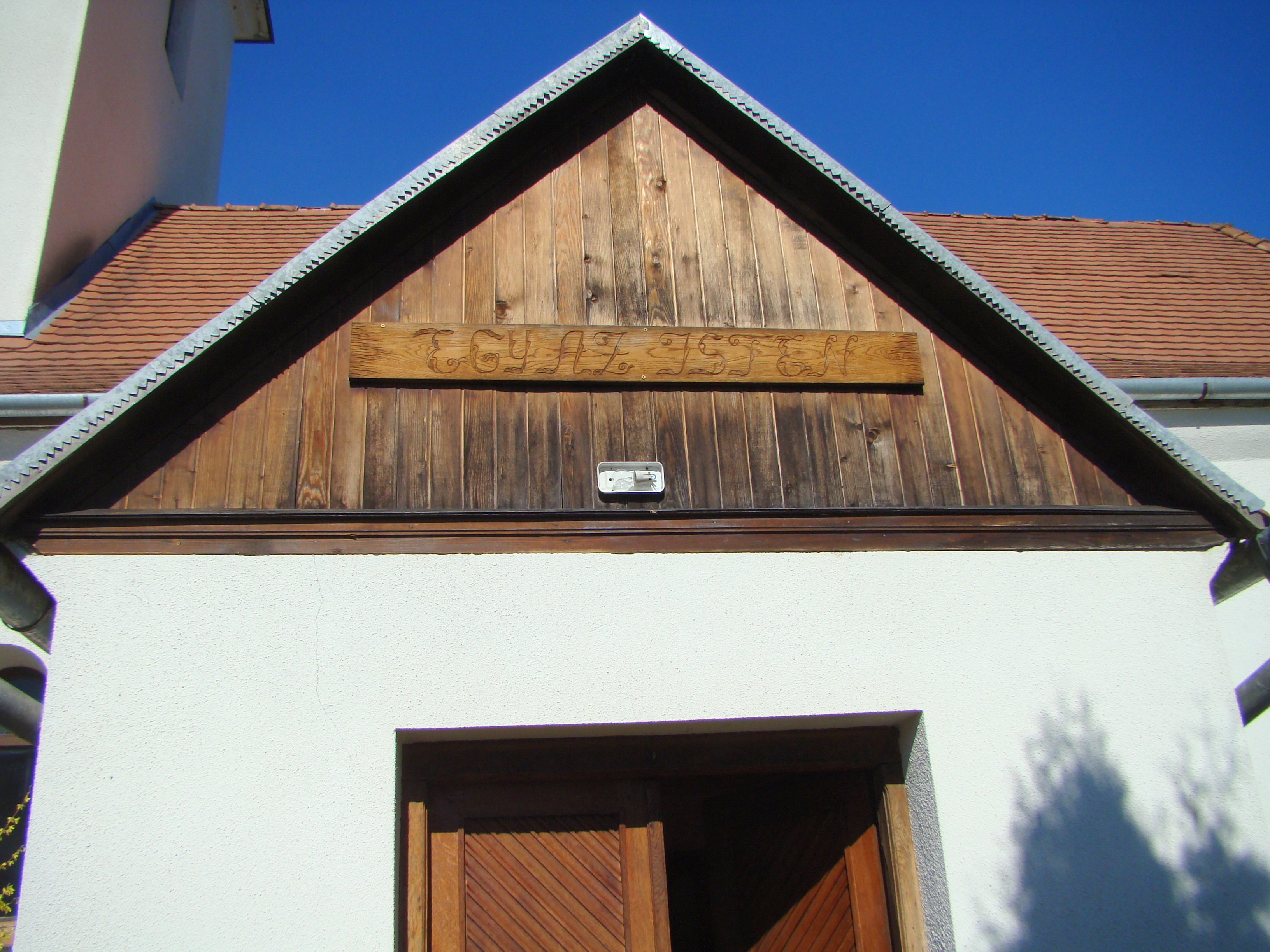
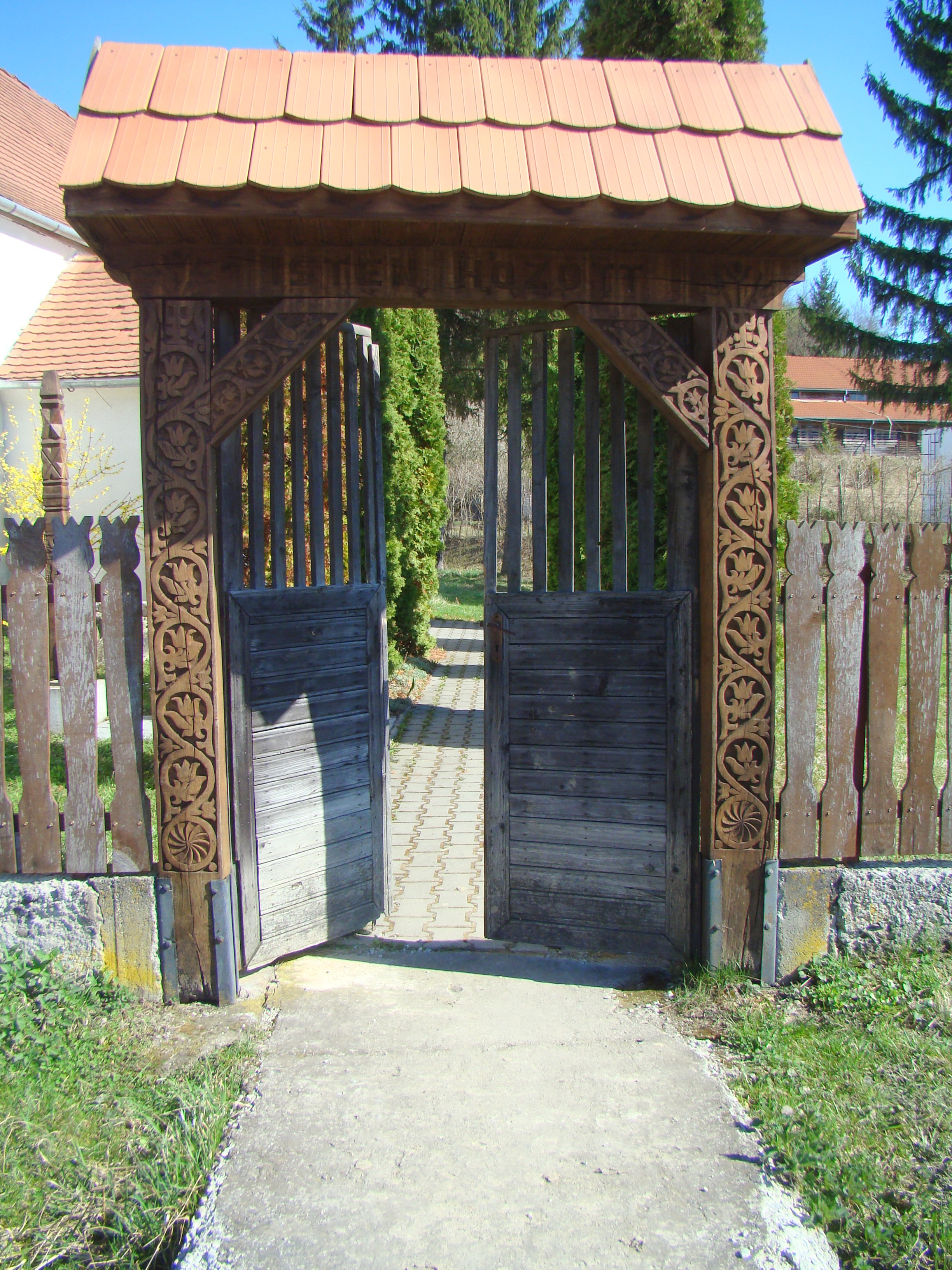
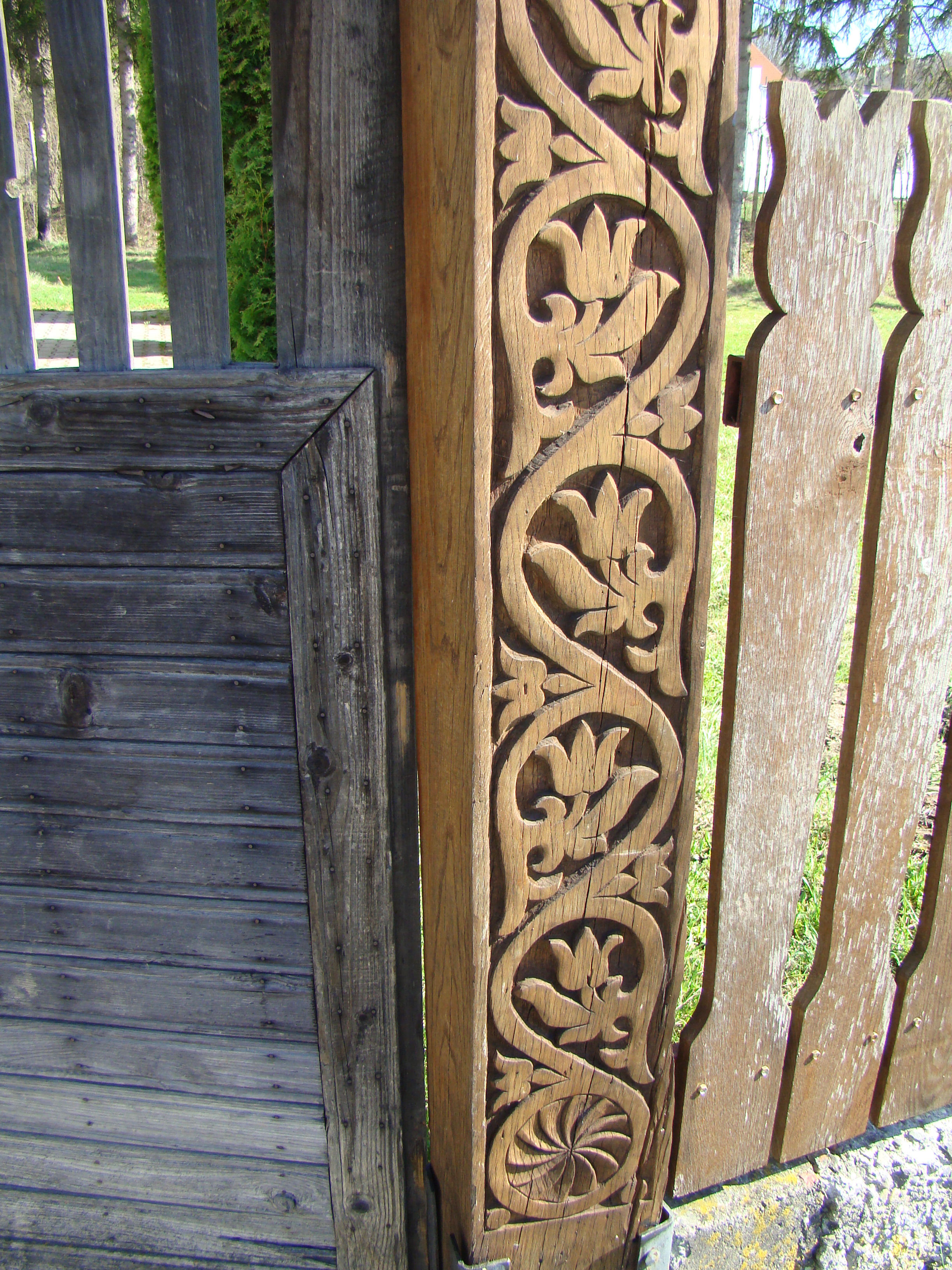
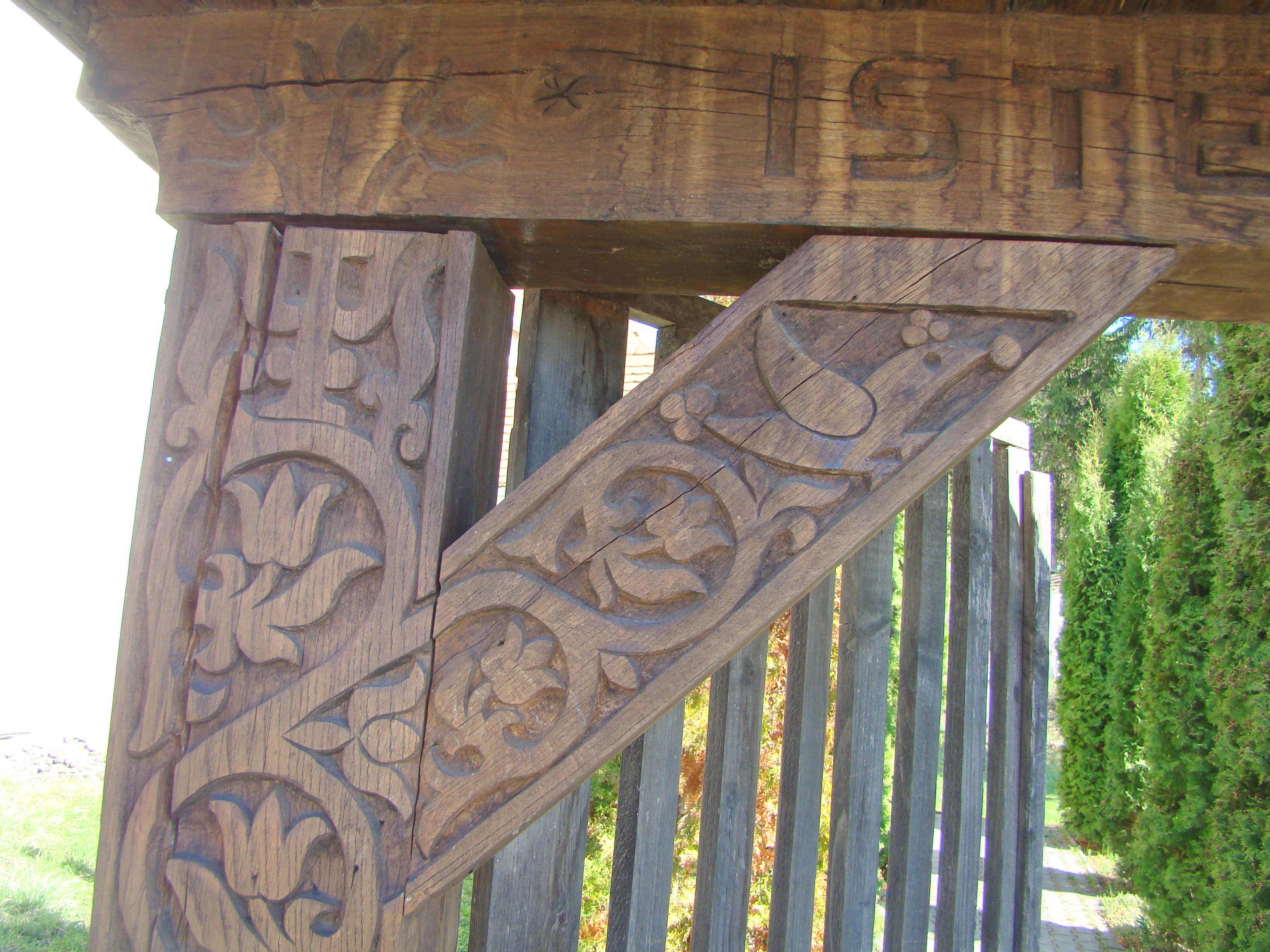
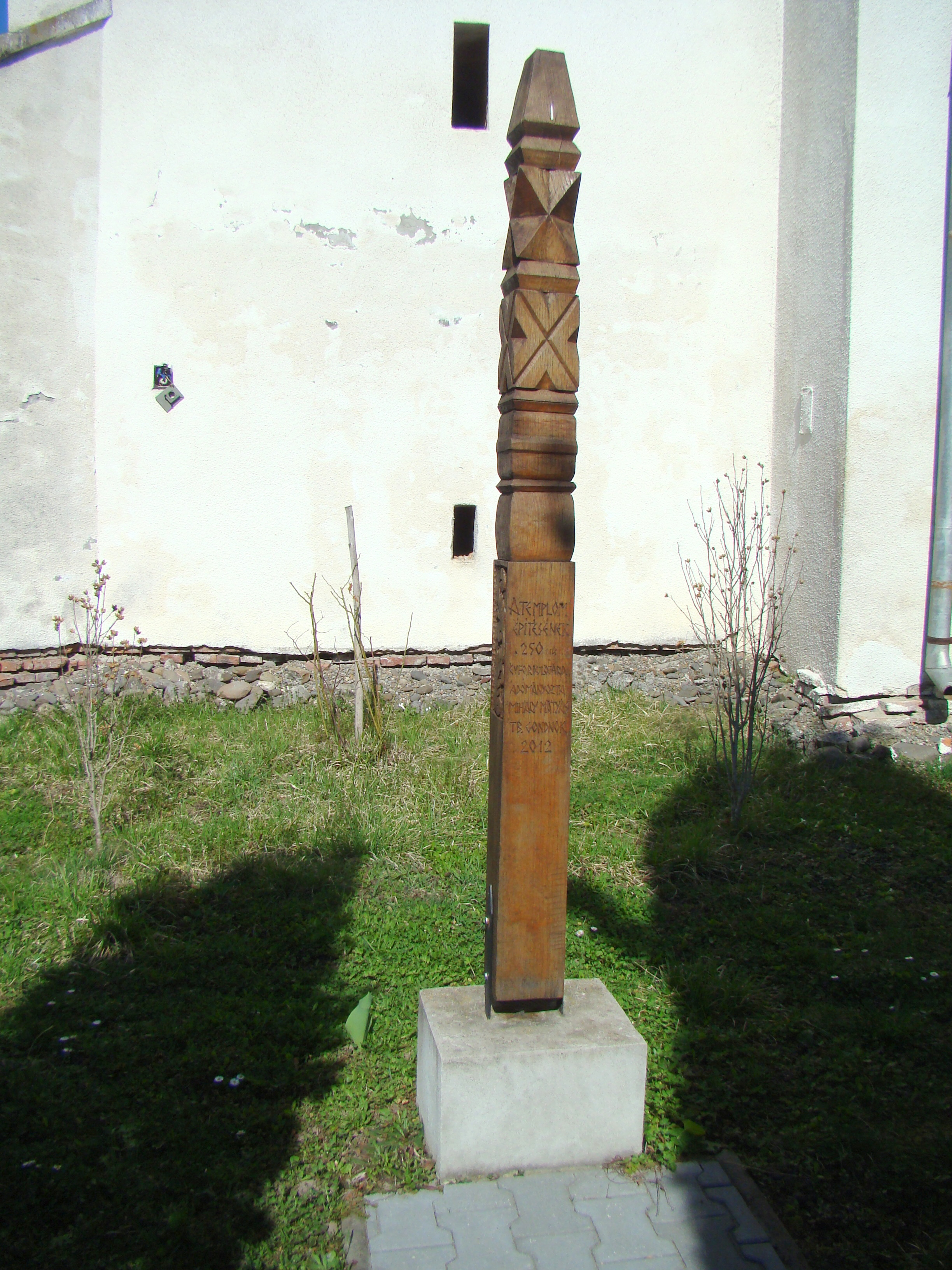
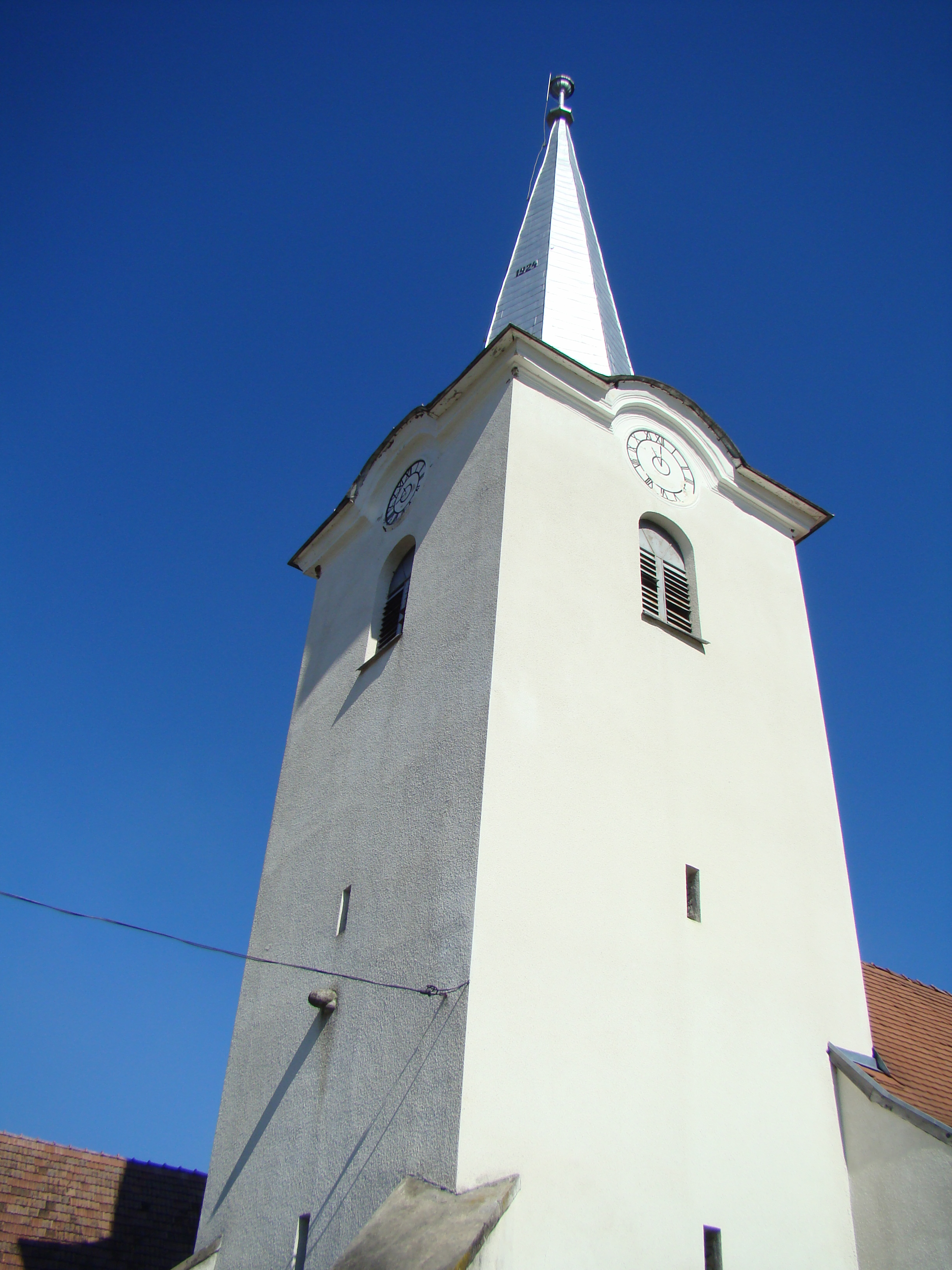
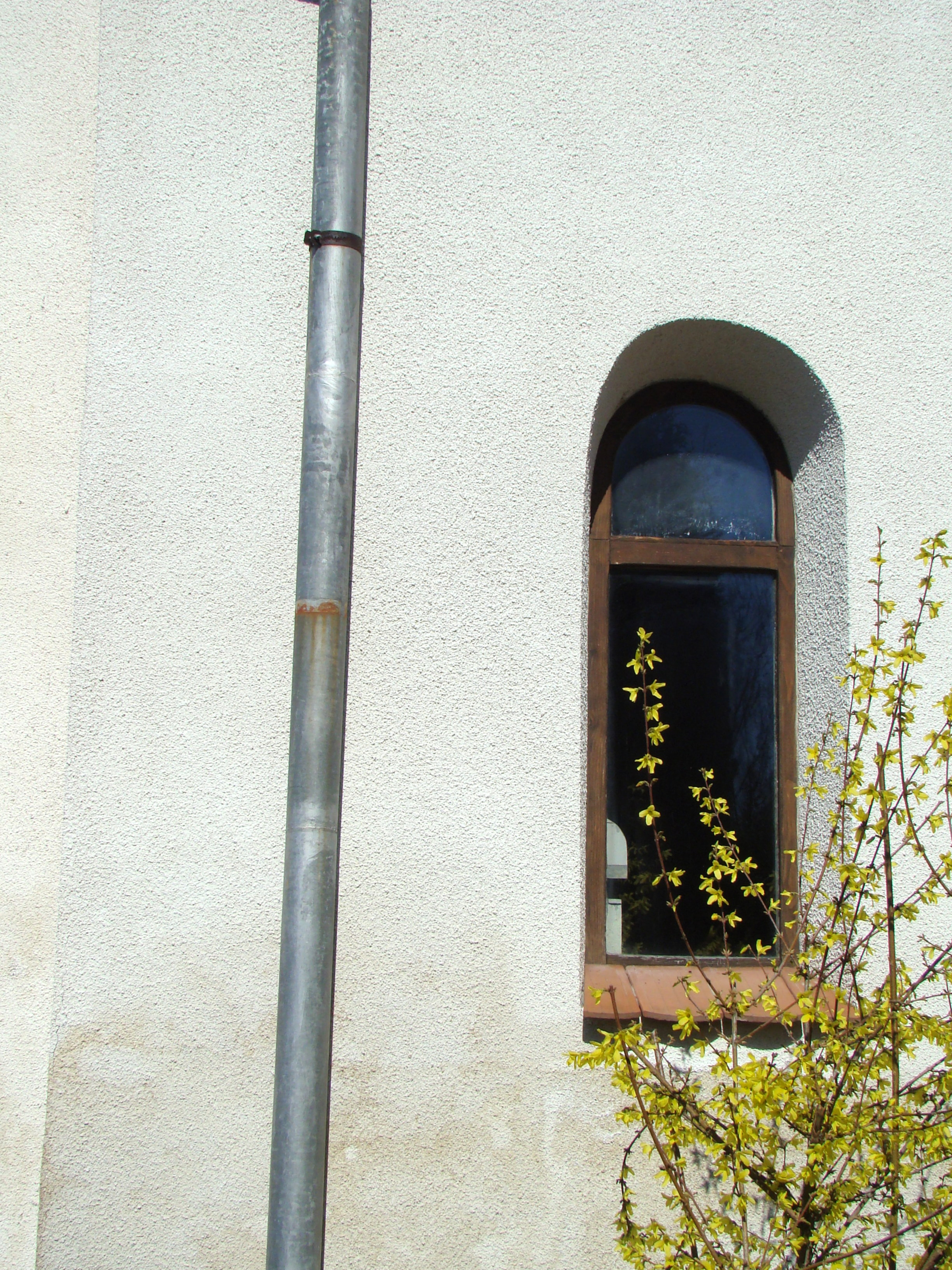
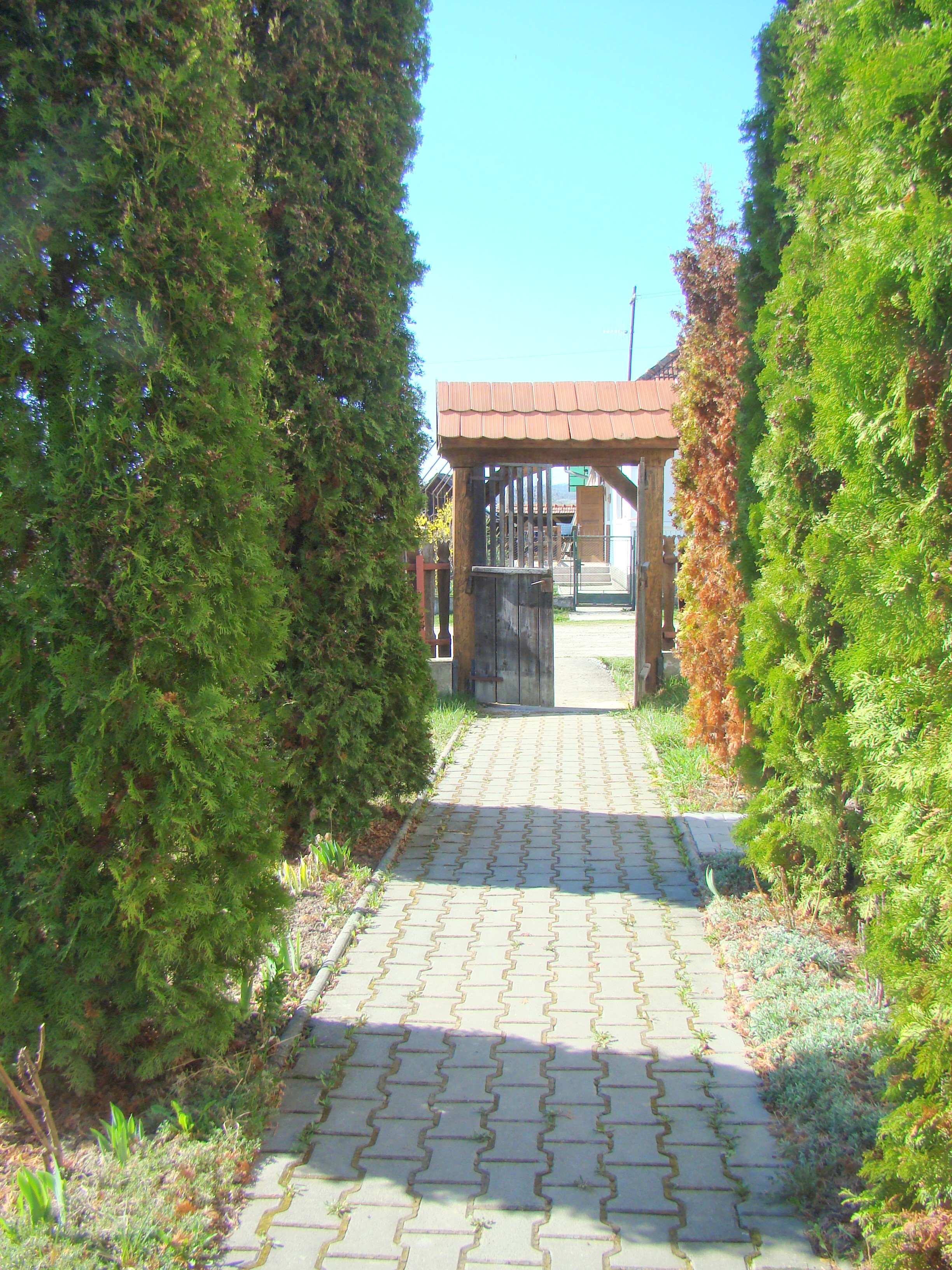
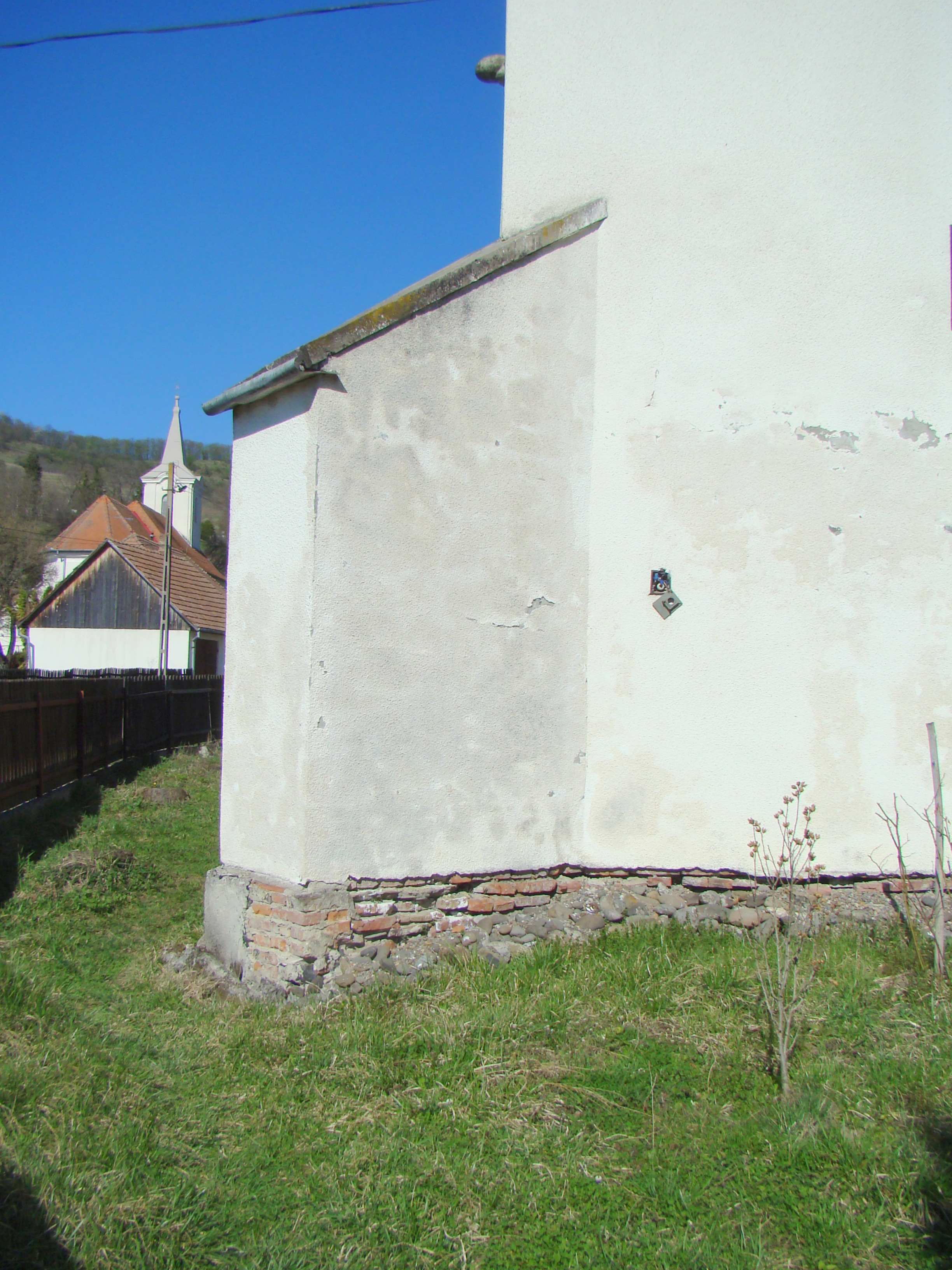
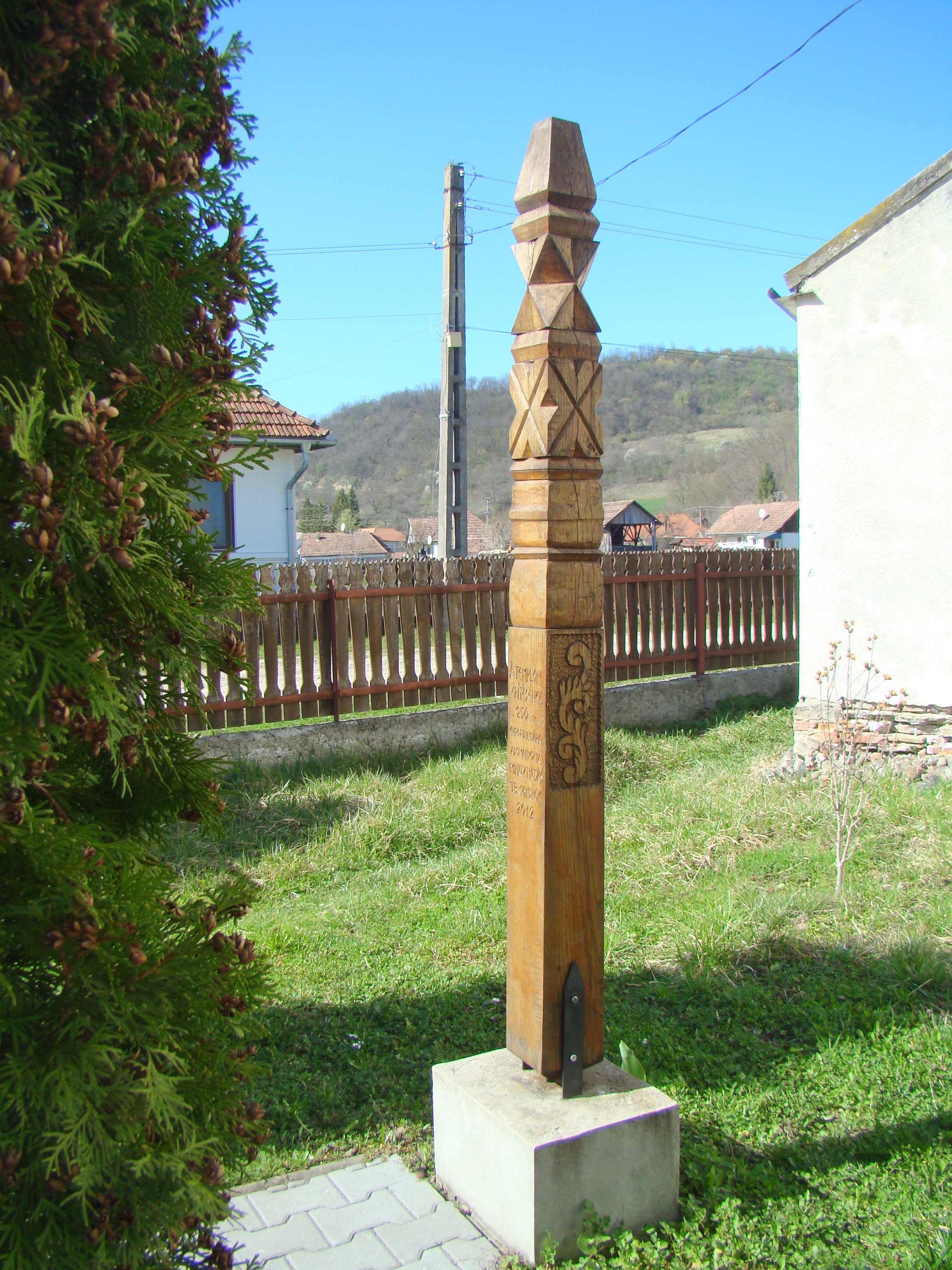
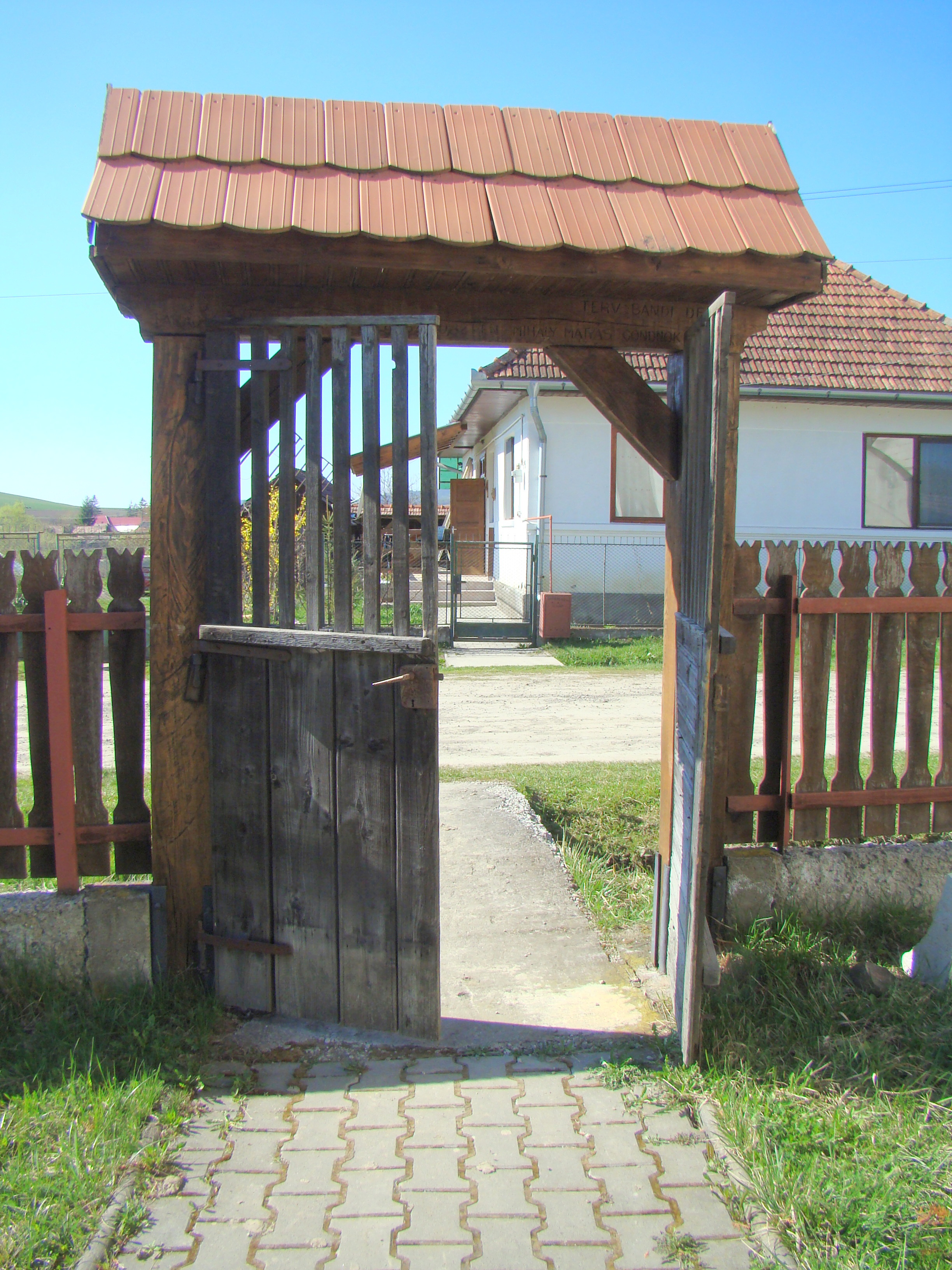

## Imagini din interior

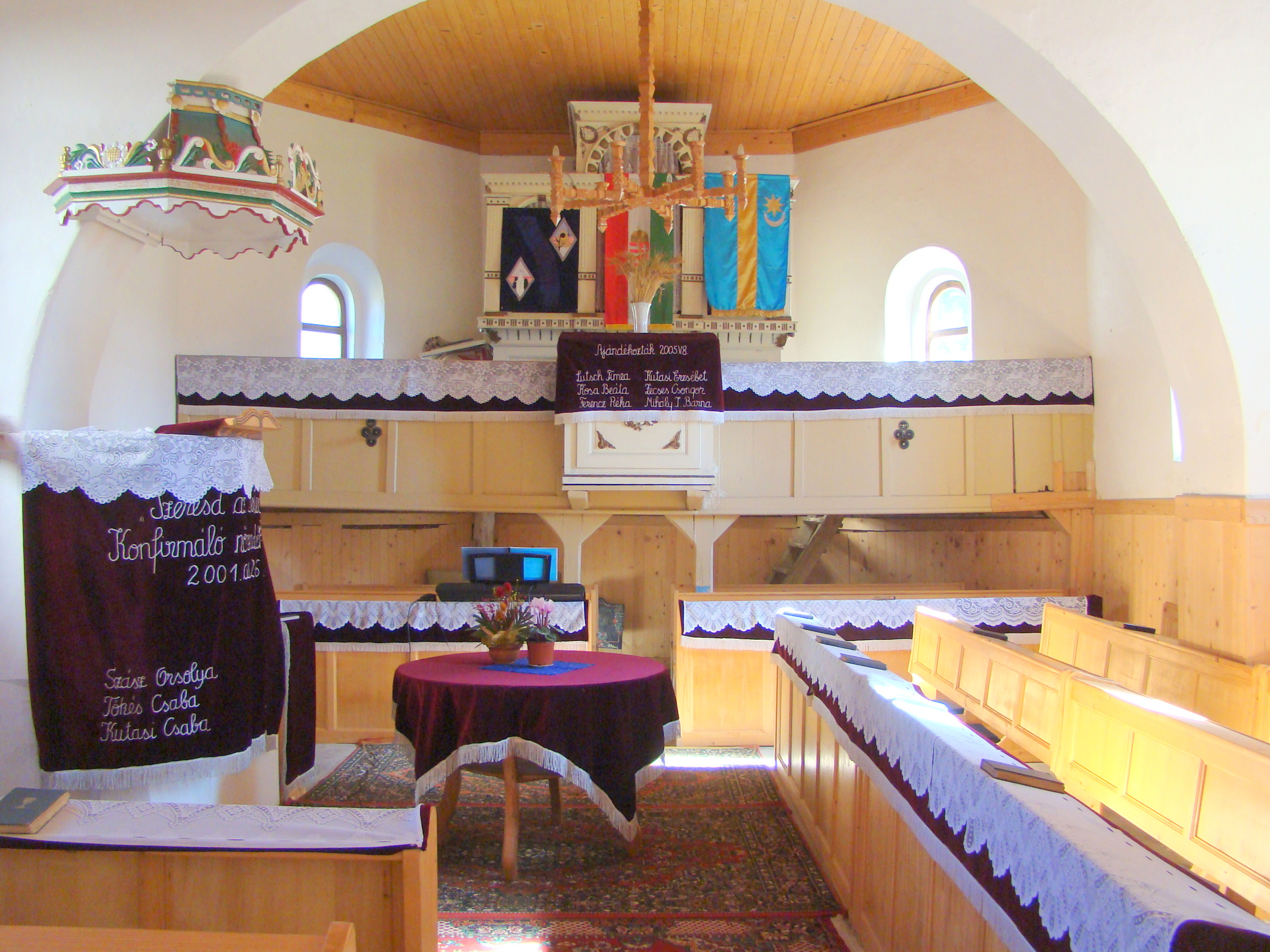
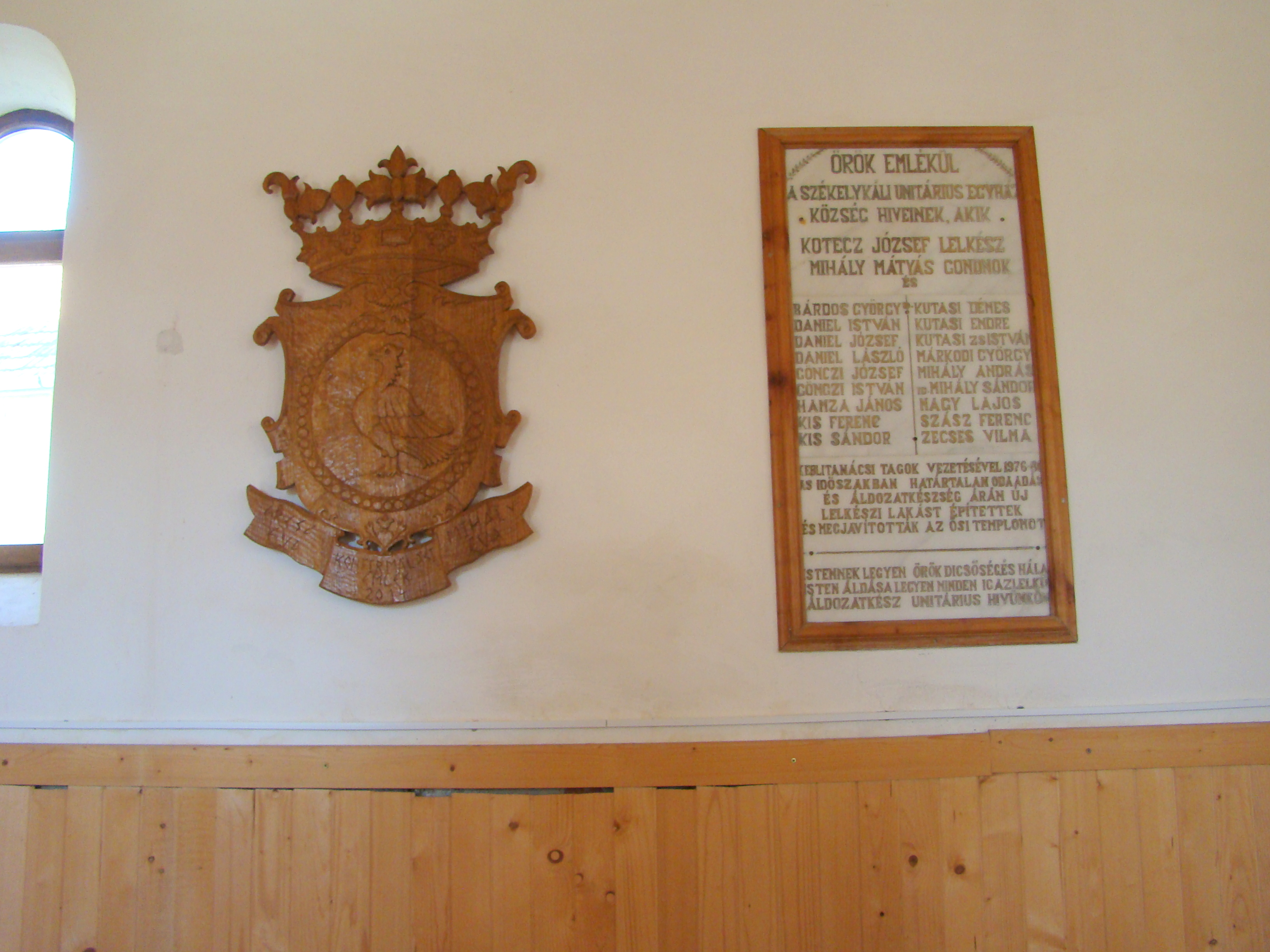
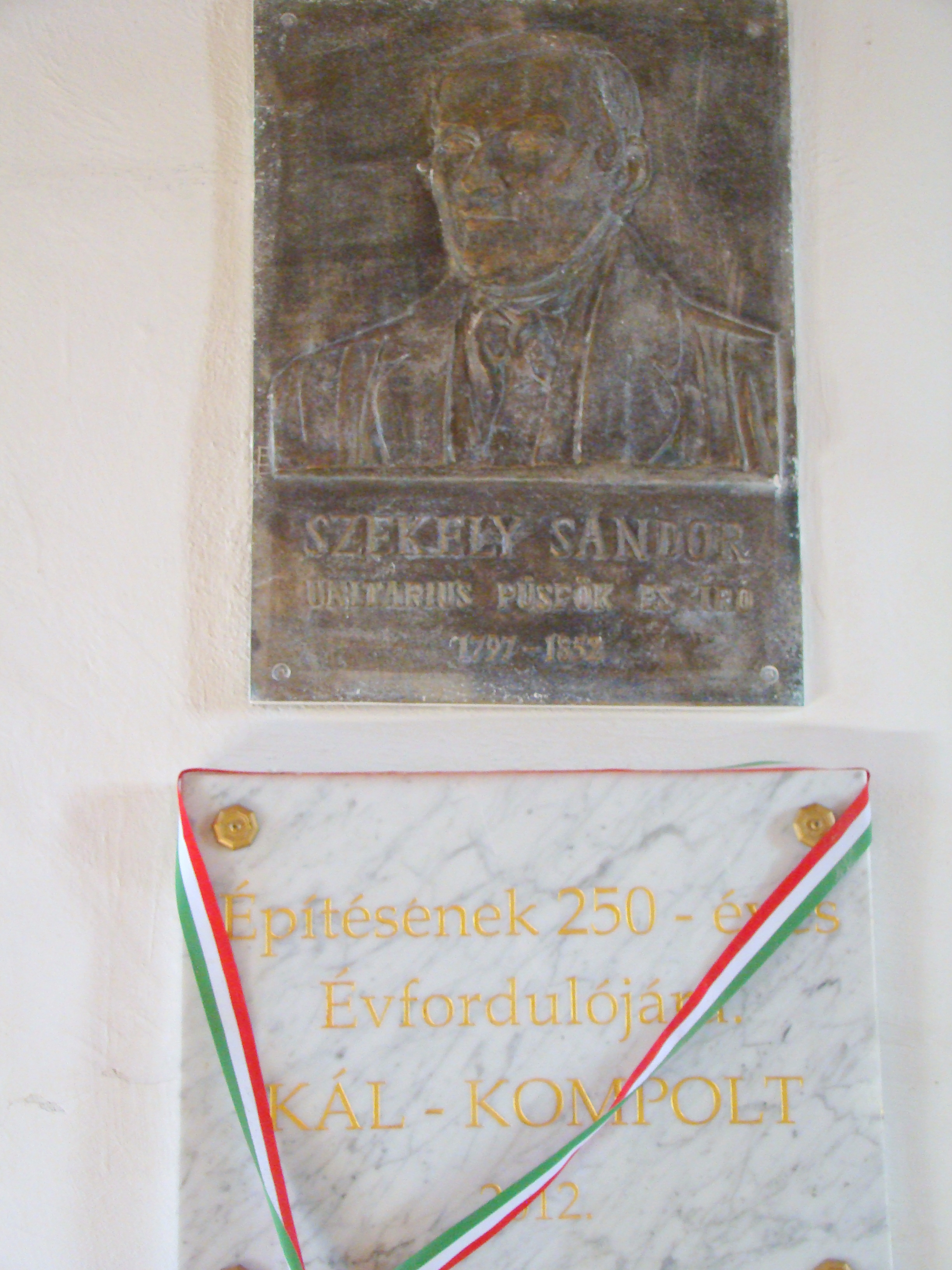
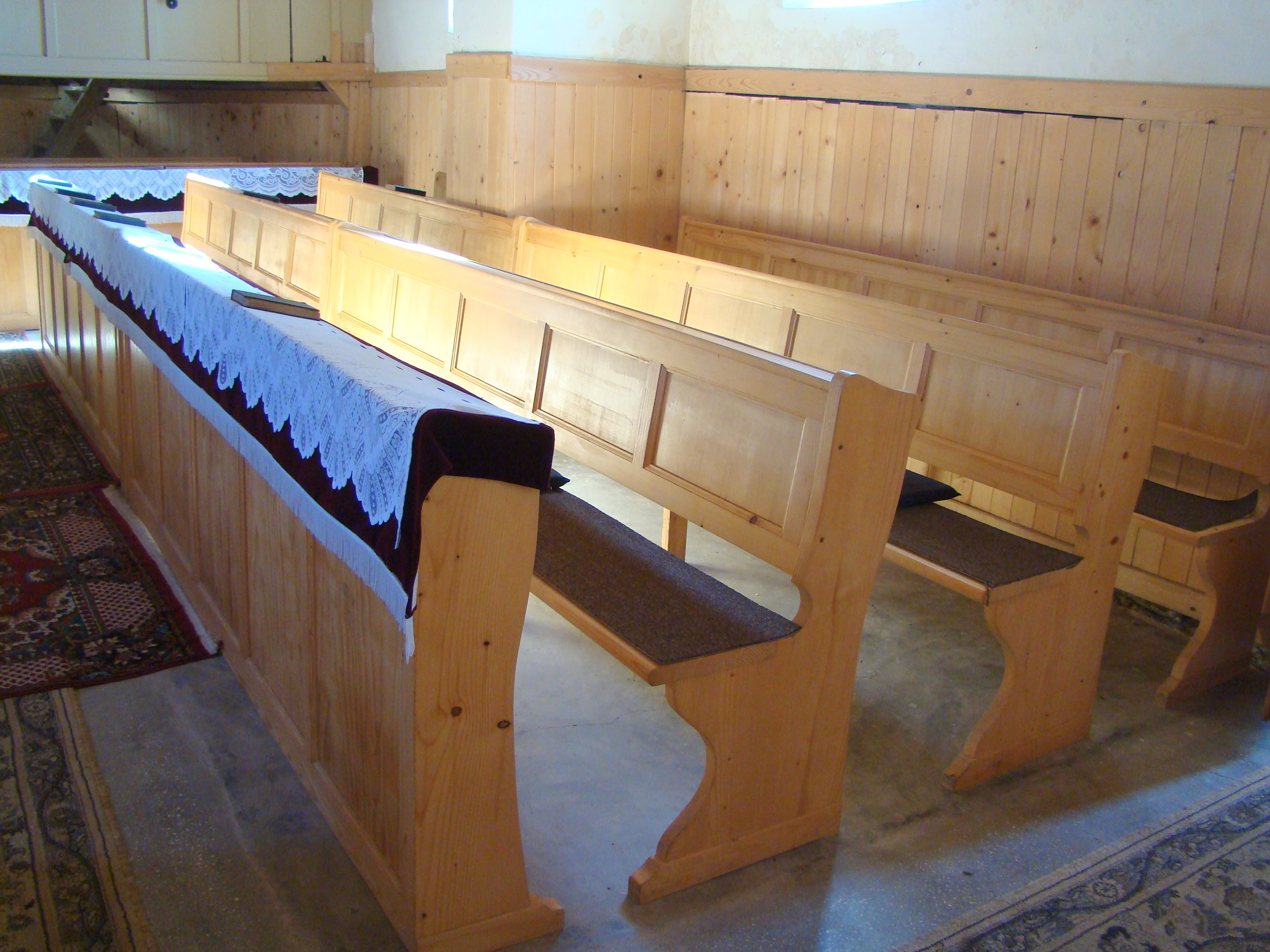
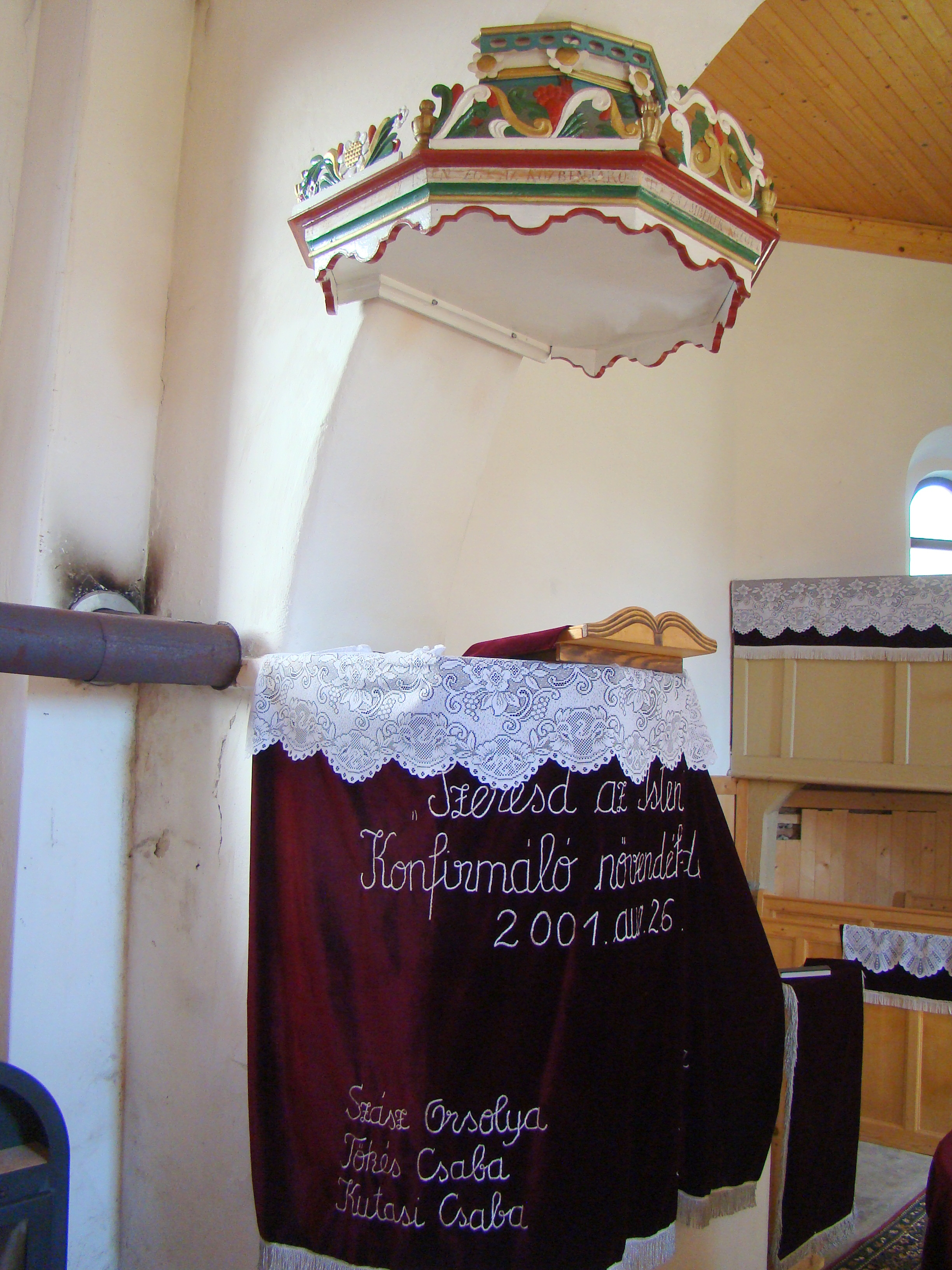
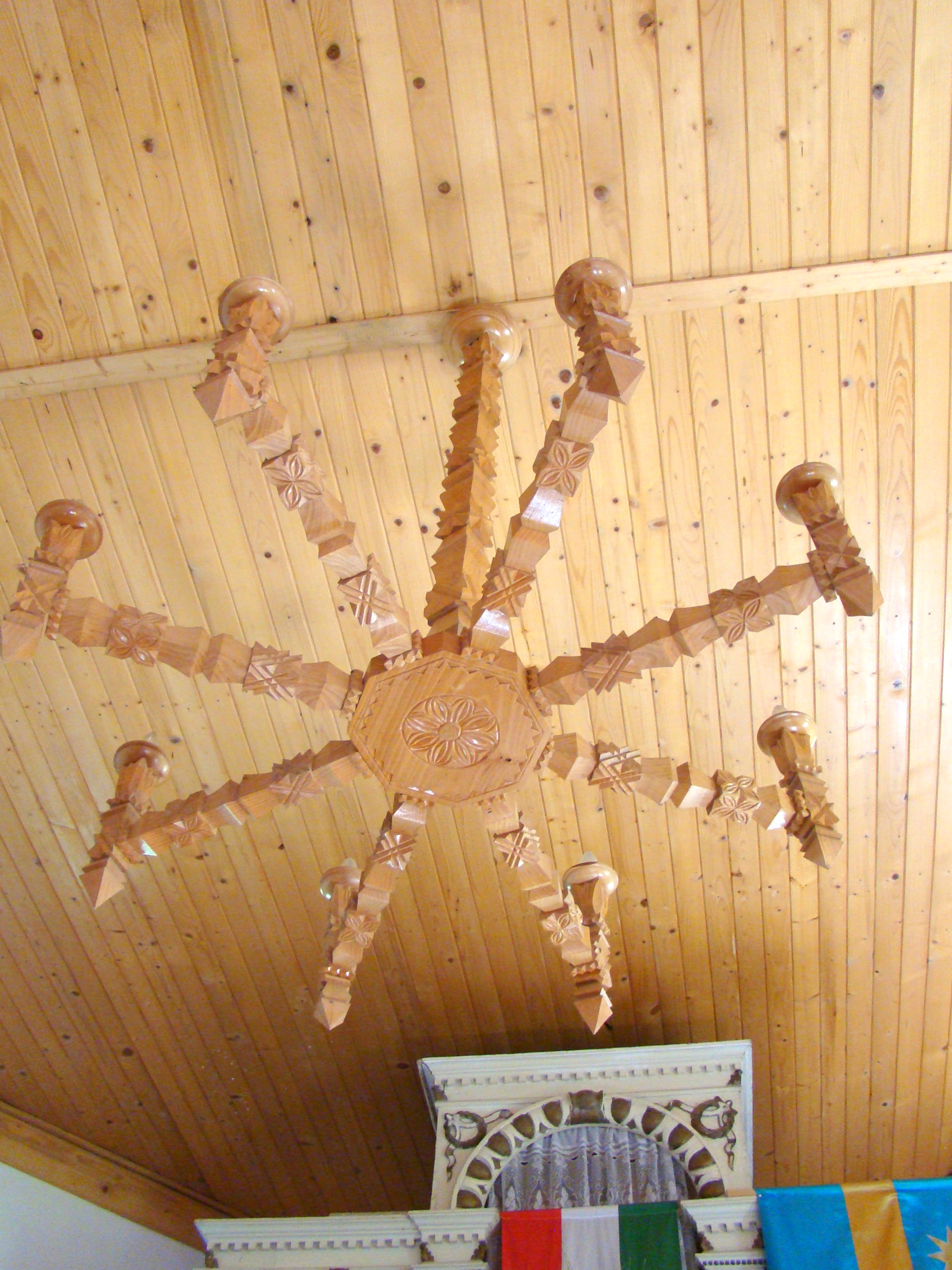
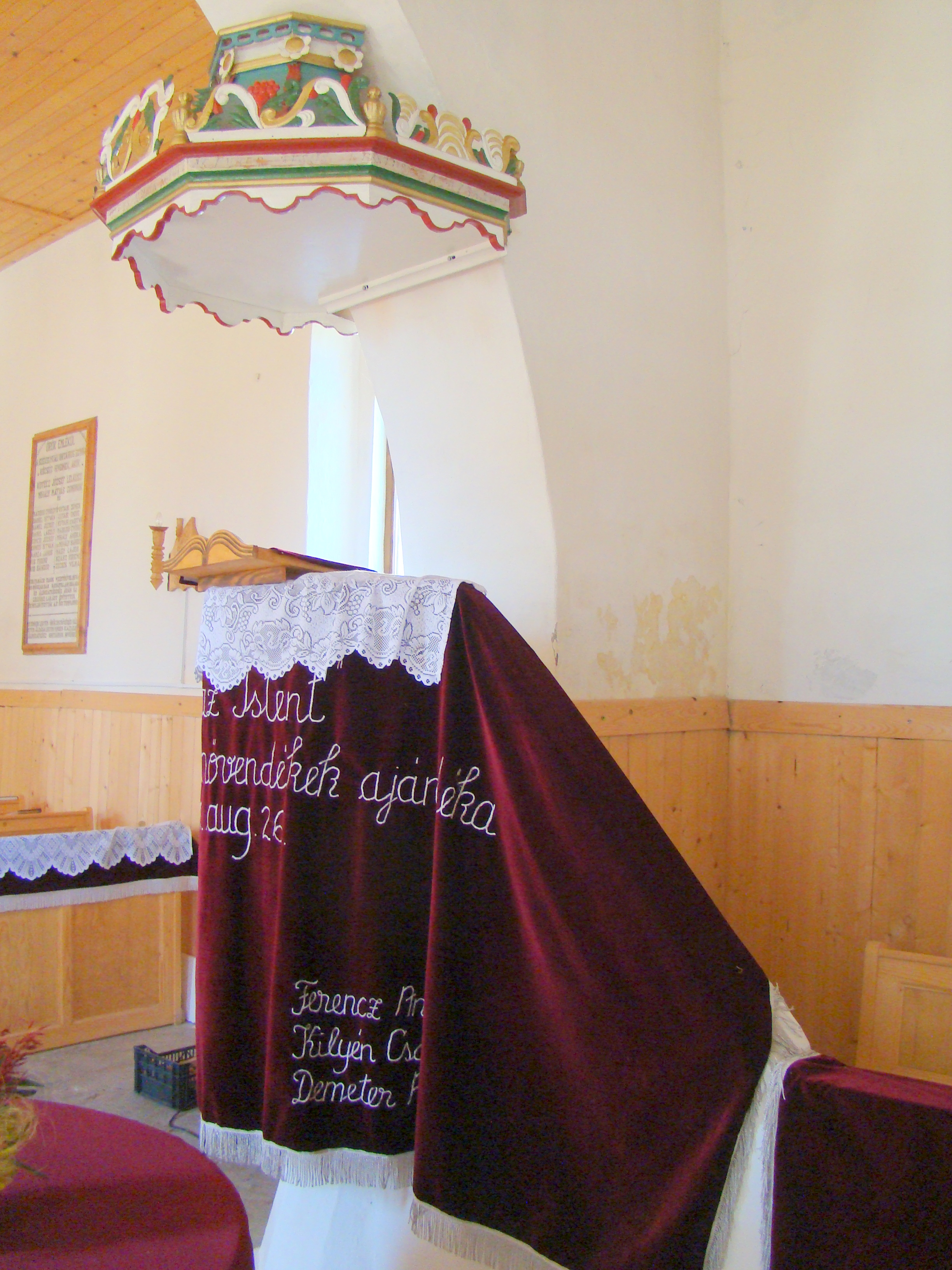
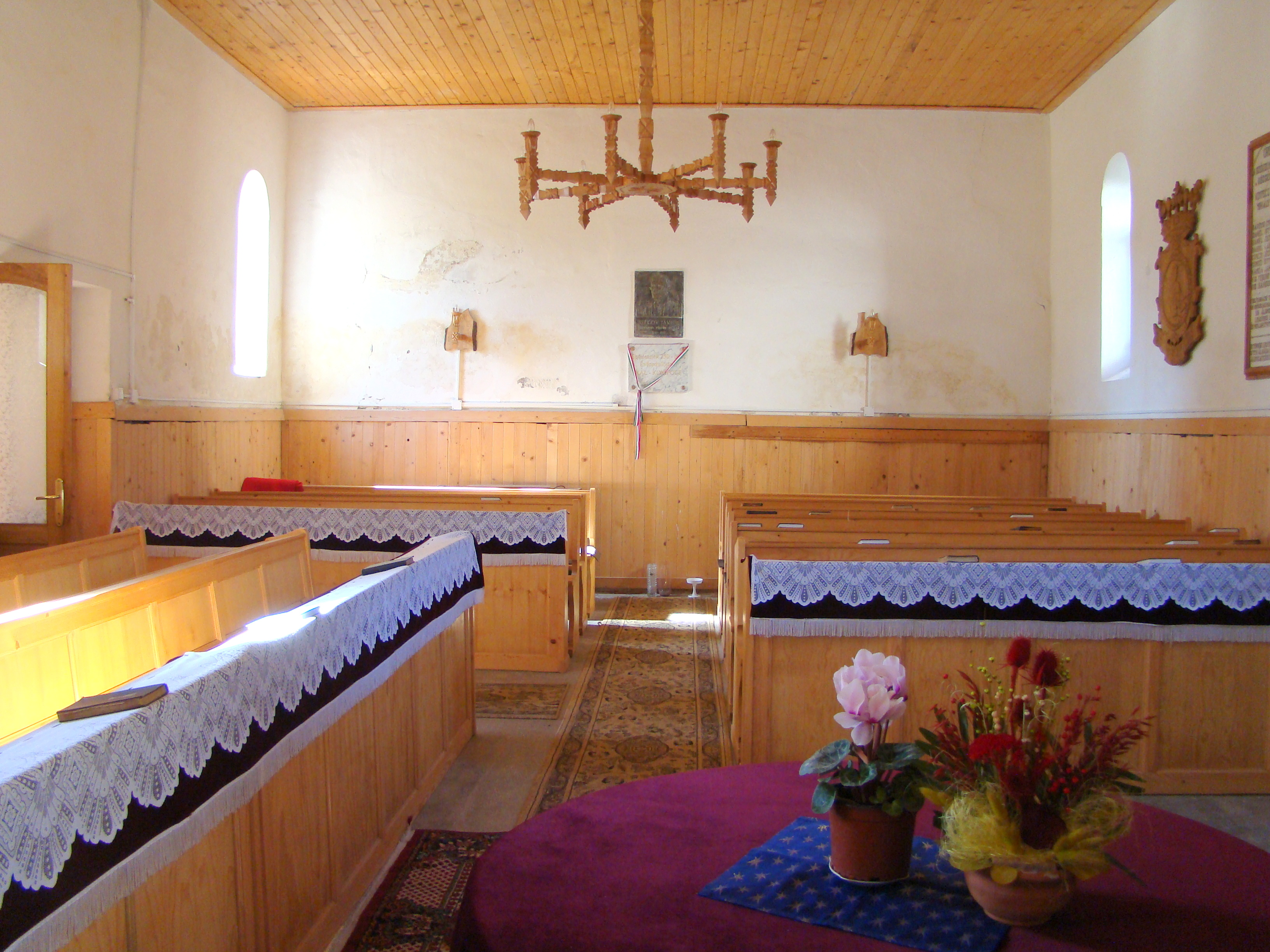
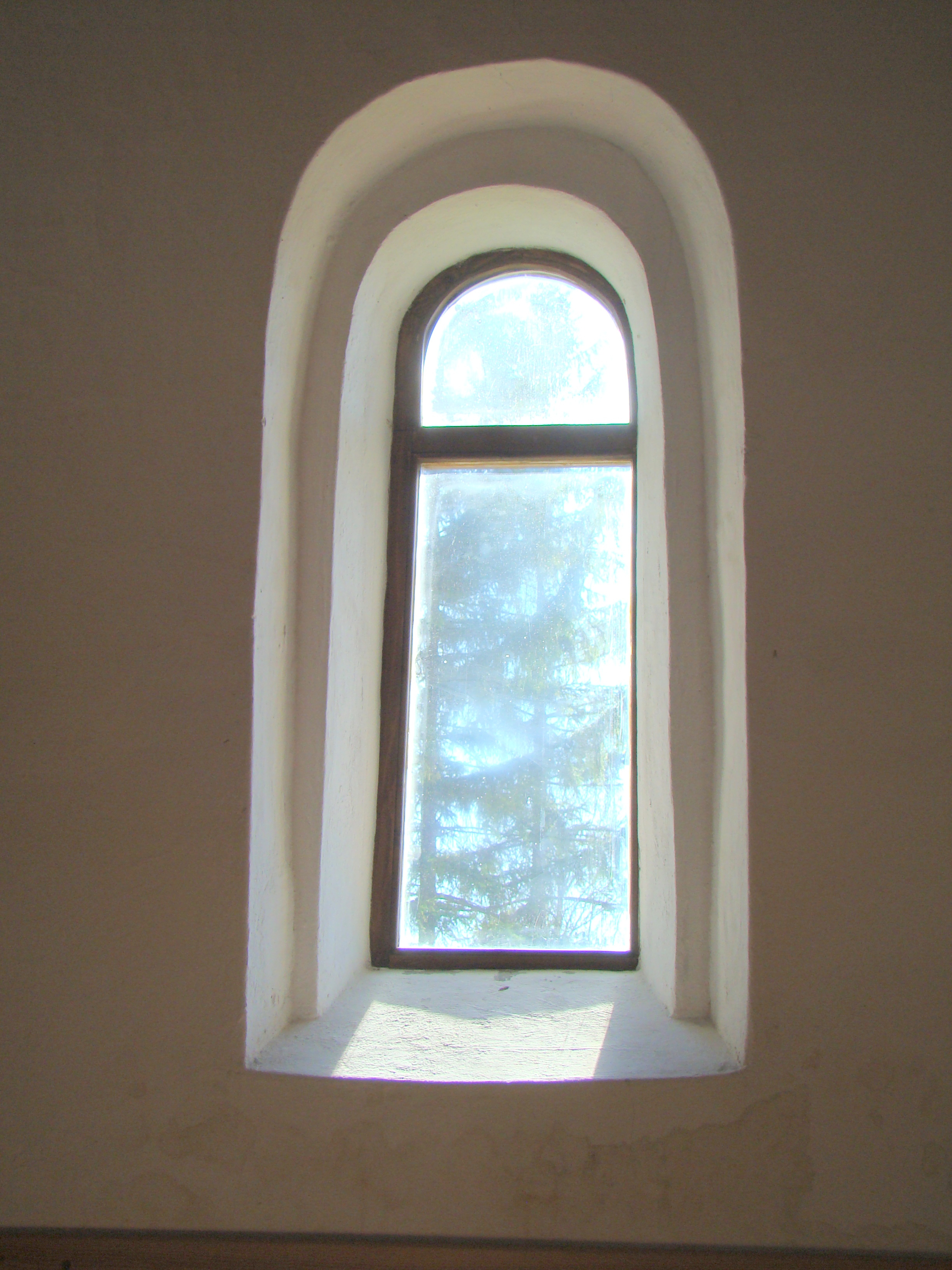
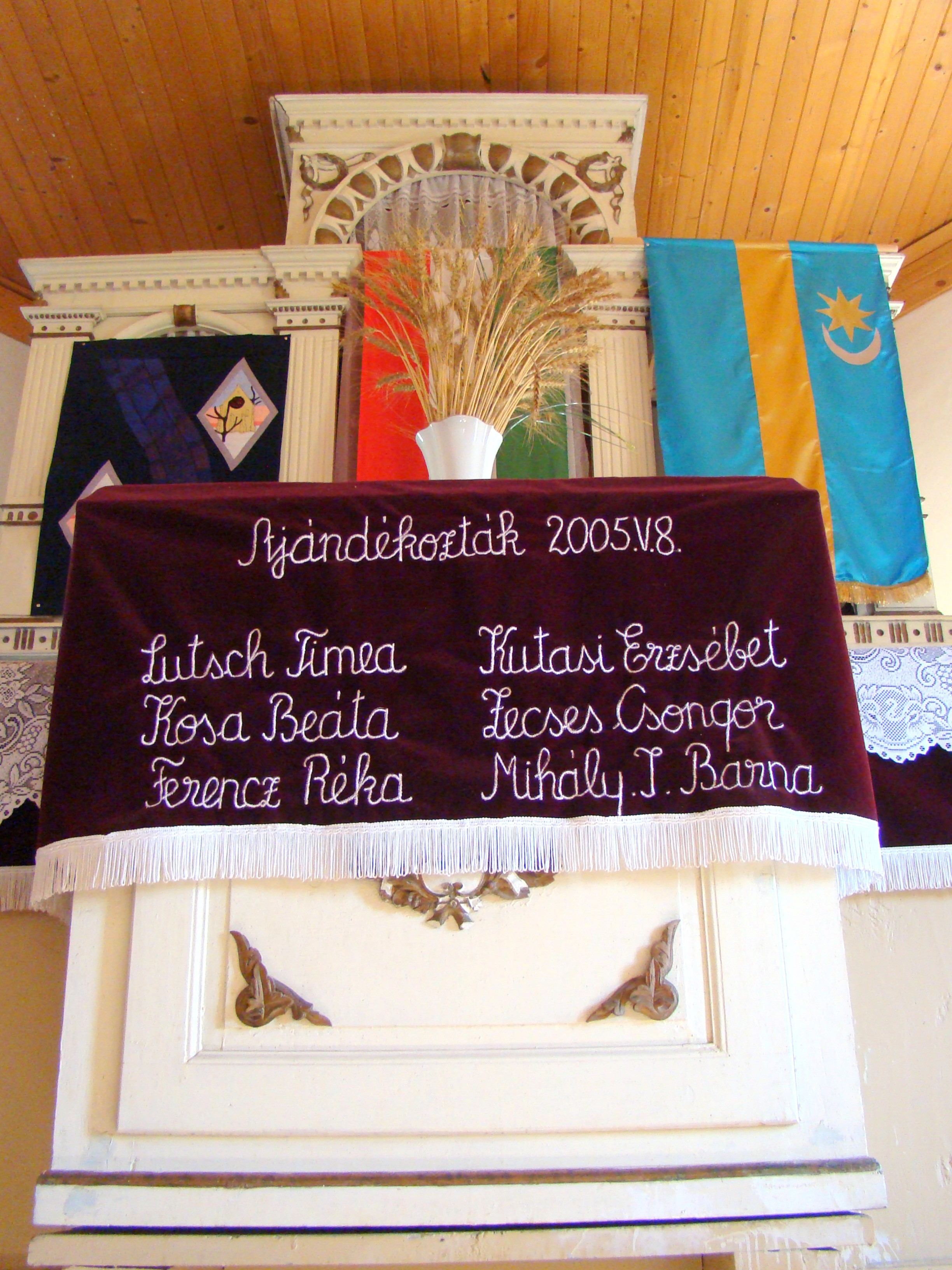
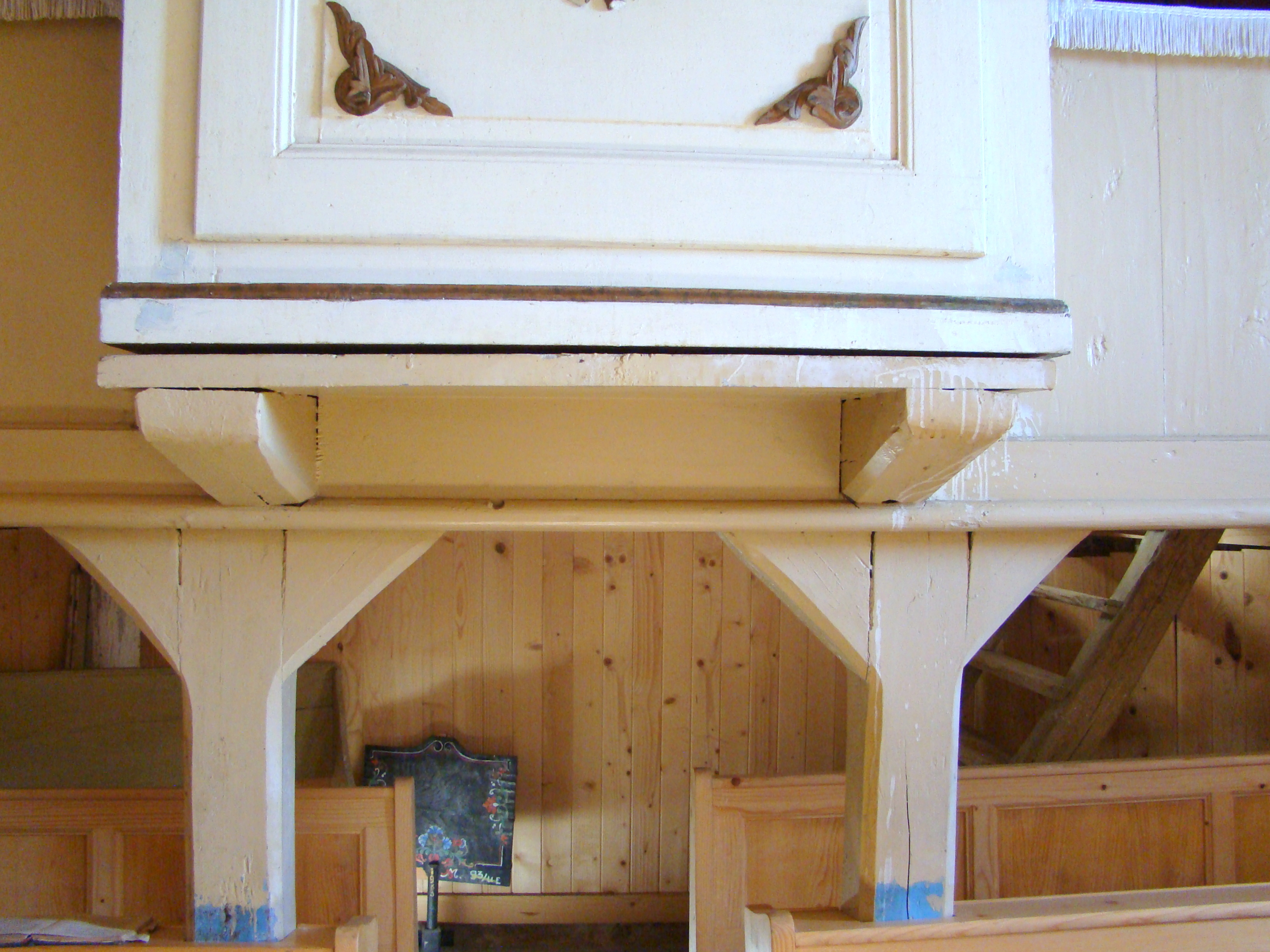
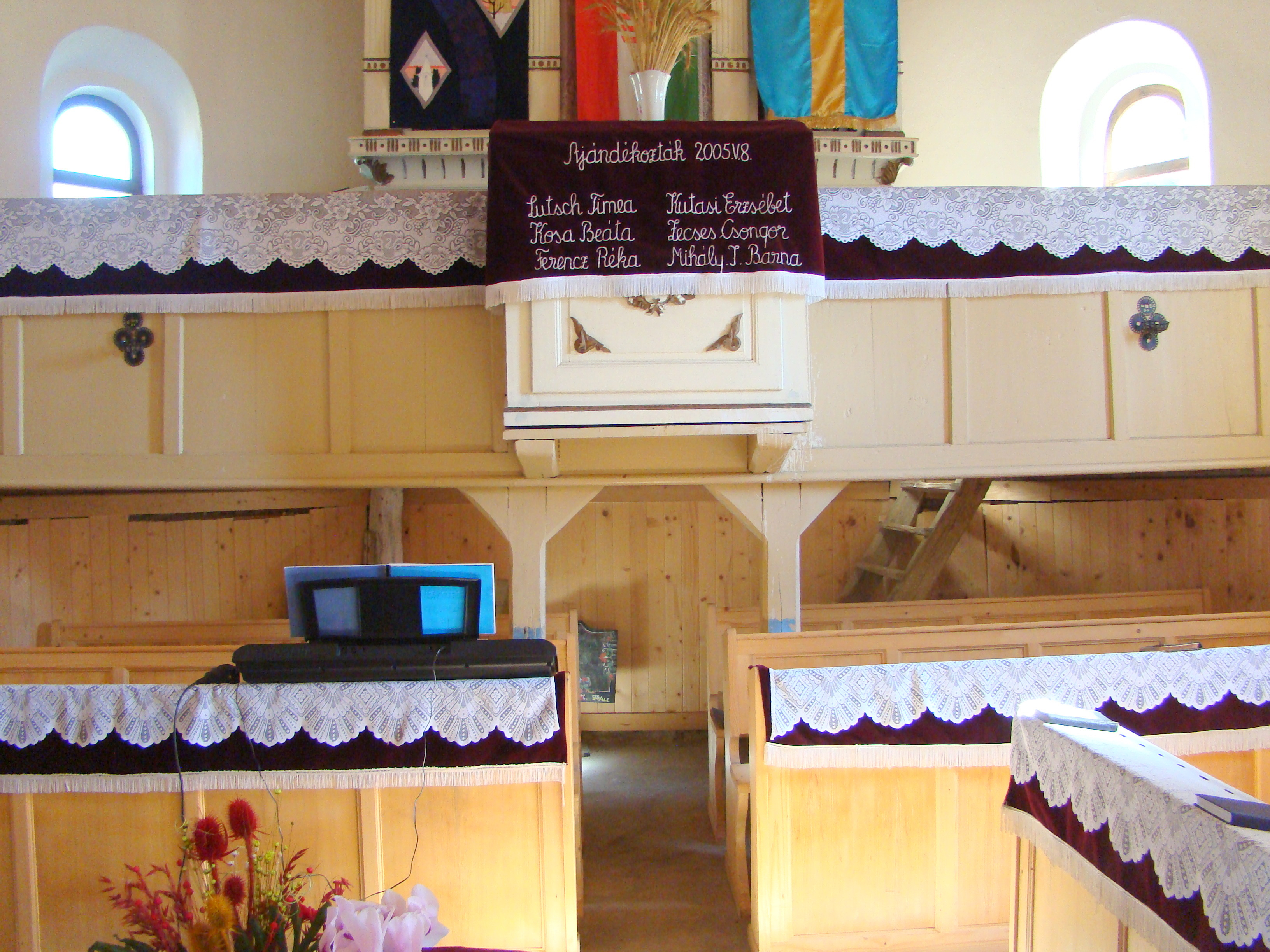
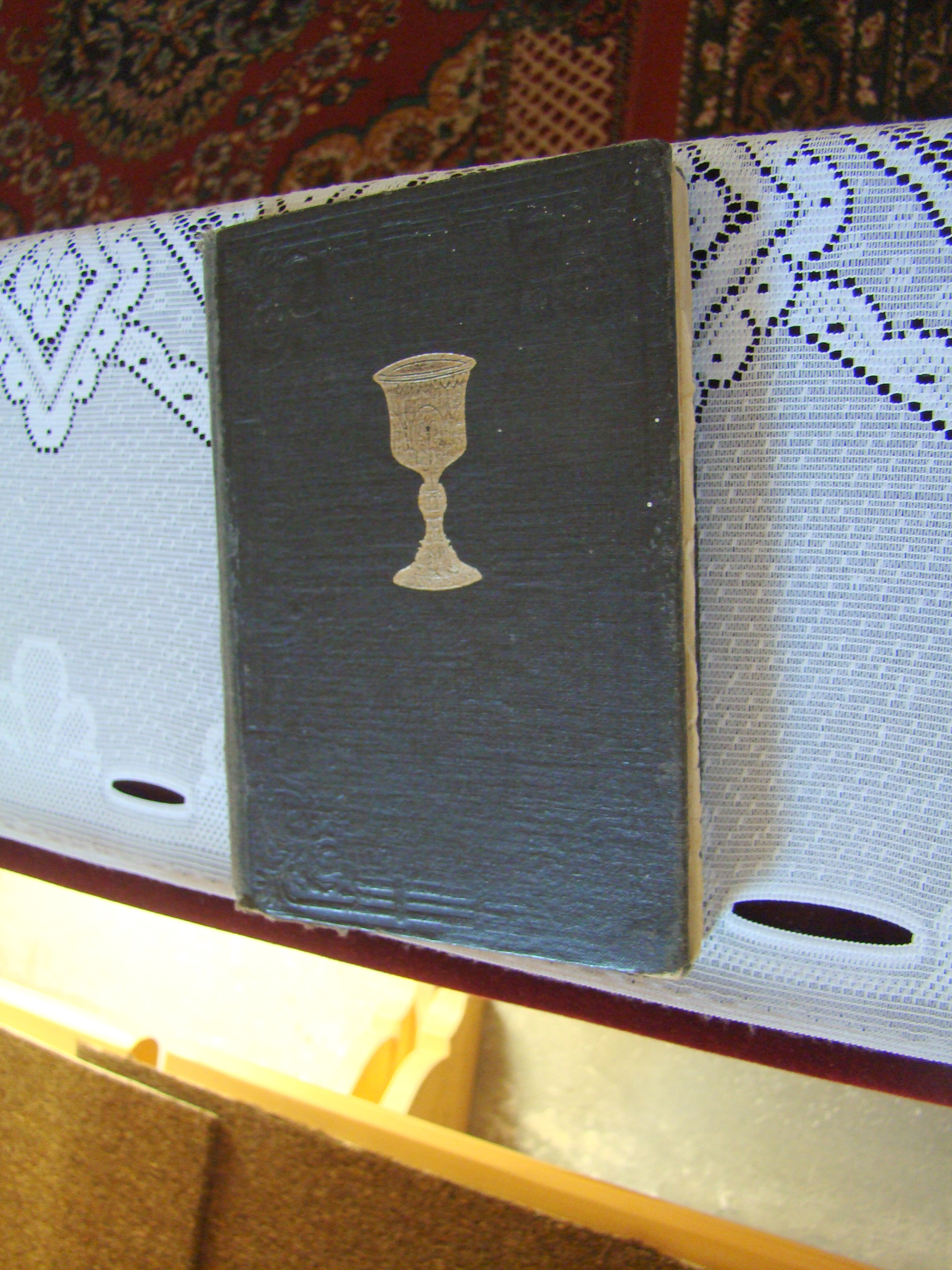
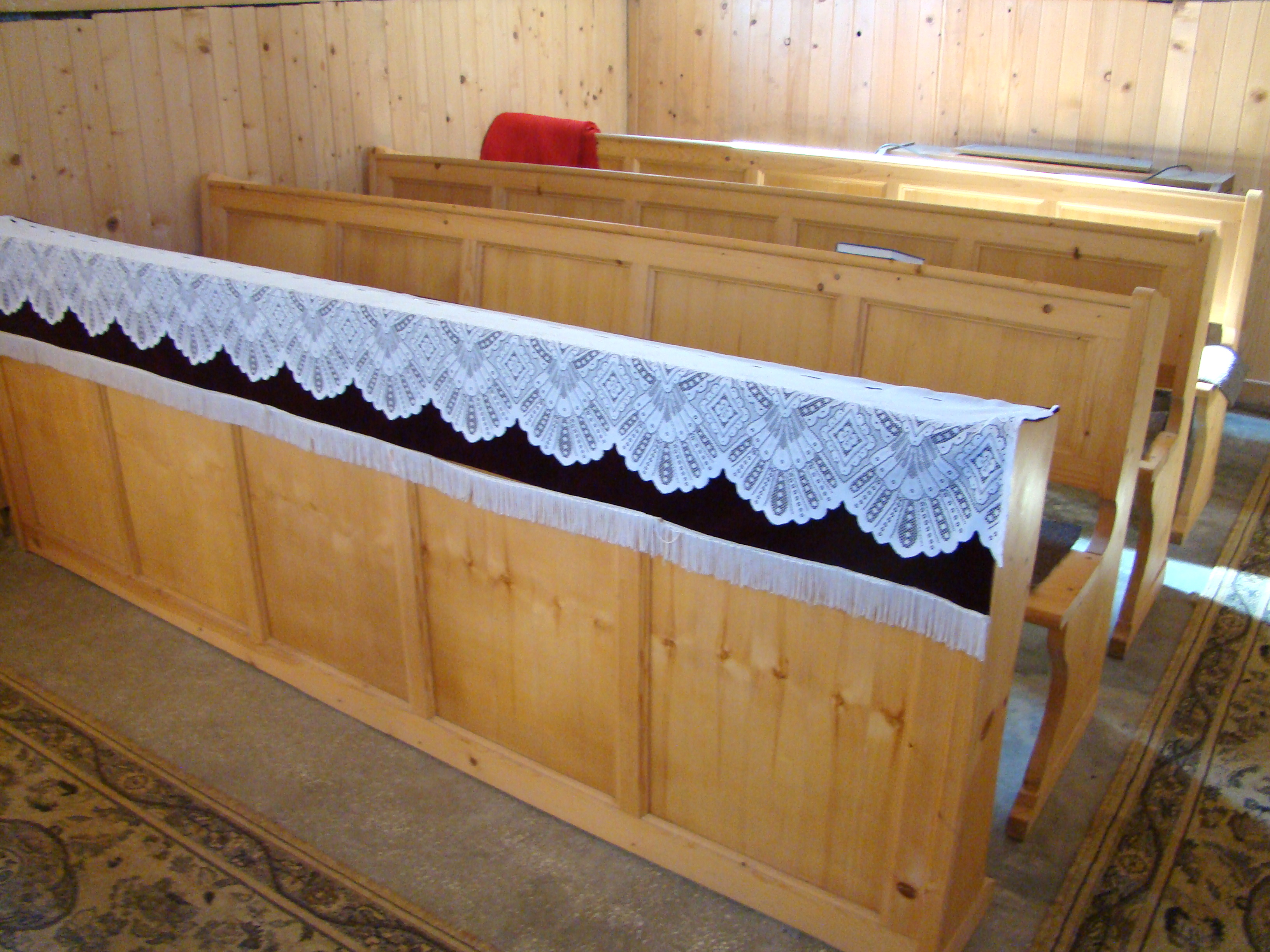
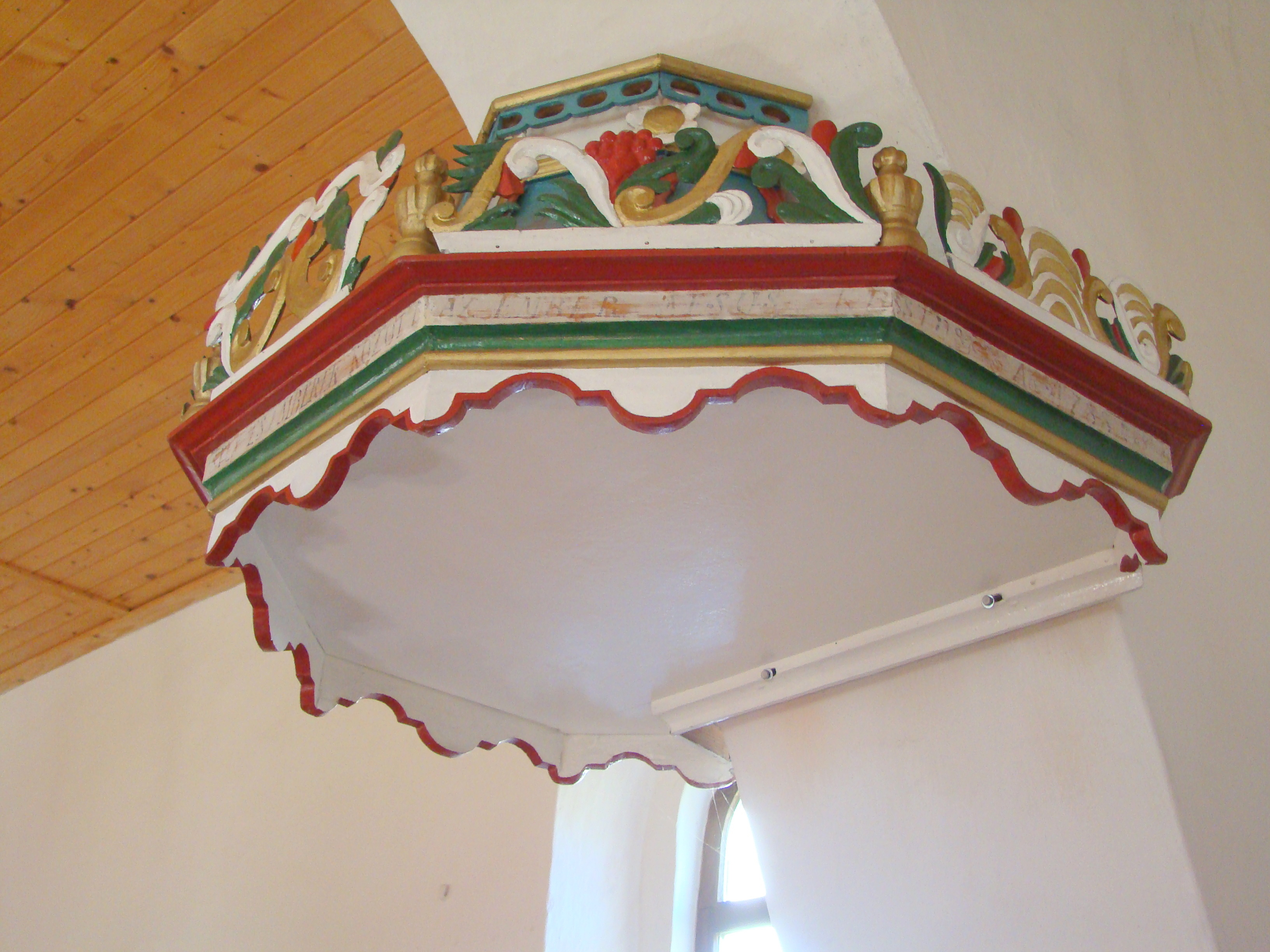
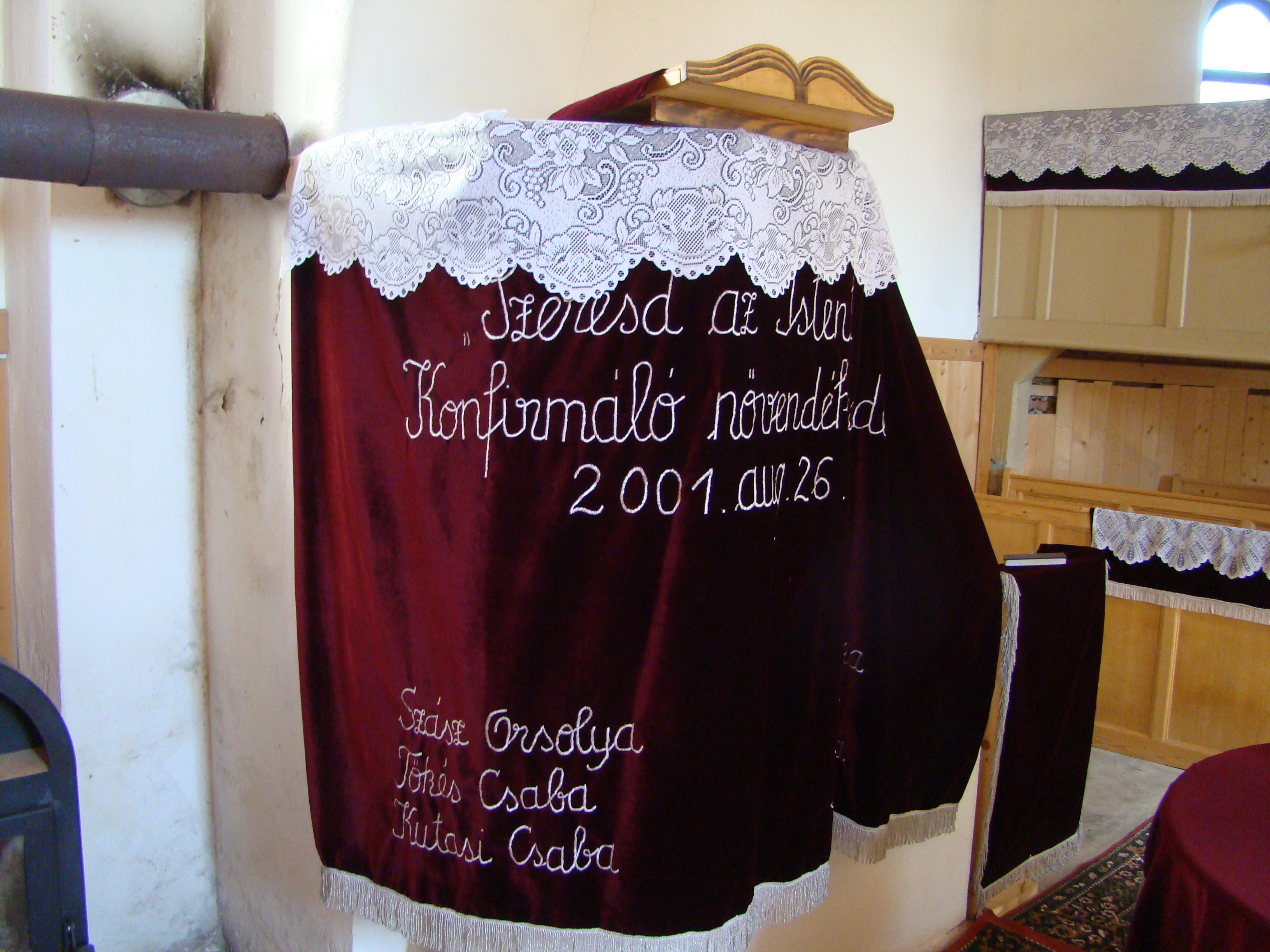
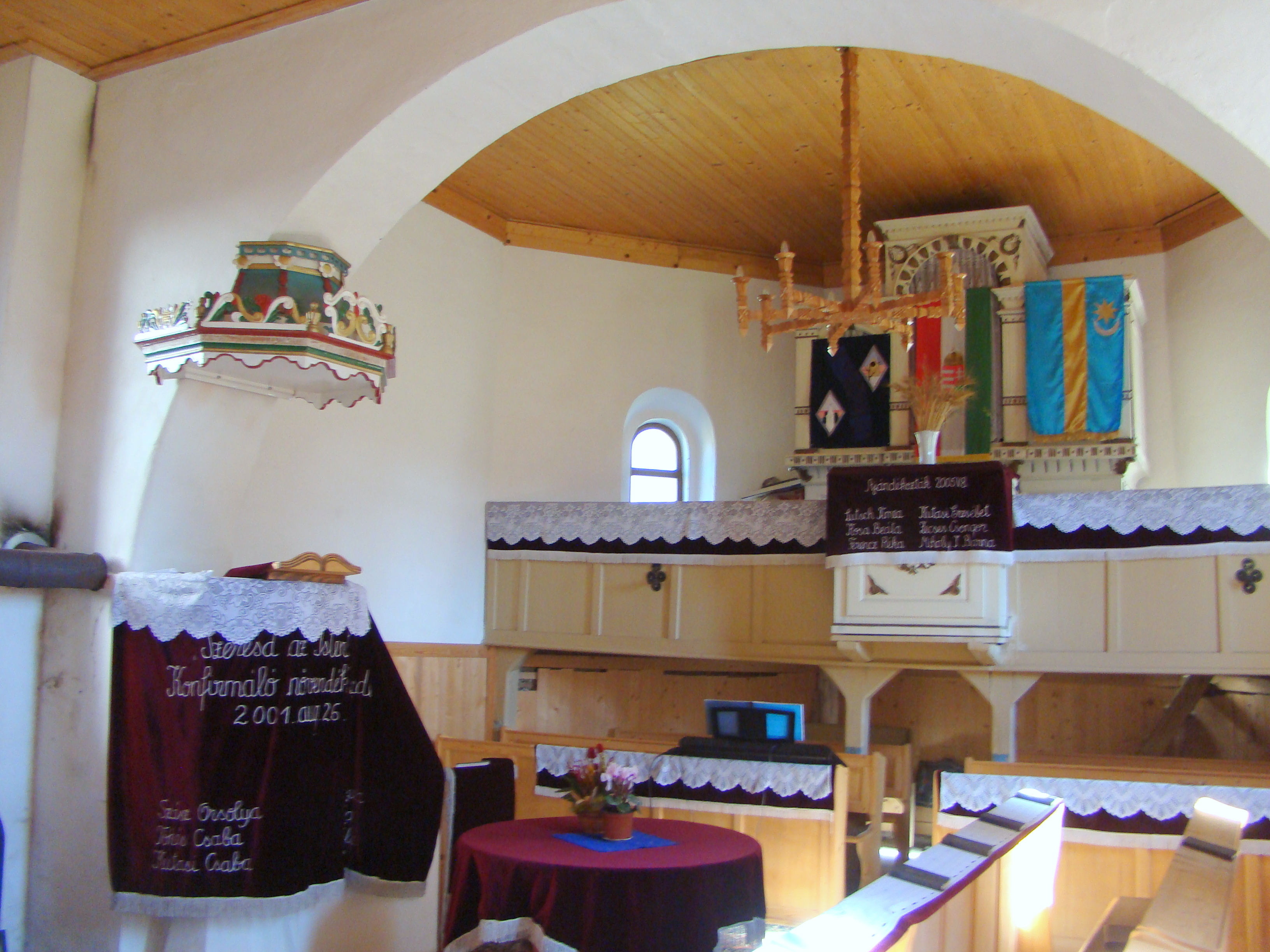
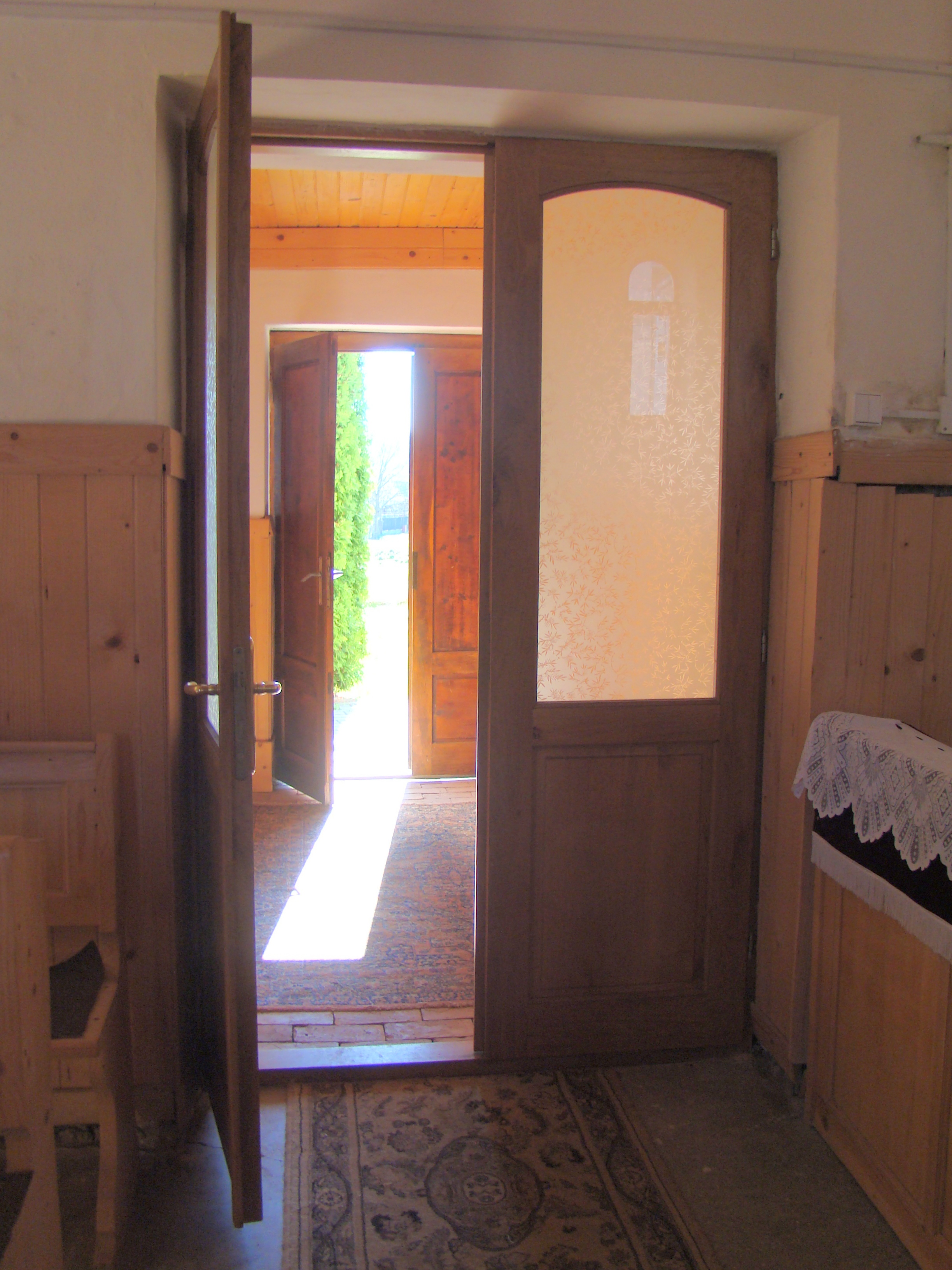

## Vezi și
- Călușeri, Mureș